# Chinese historiografie
De Chinese historiografie ofwel Chinese geschiedschrijving behandelt de geschreven interpretatie van de Chinese geschiedenis door Chinese historici. De Chinese historiografie kent een ononderbroken geschiedenis van meer dan 3000 jaar. Geschiedschrijving werd tot aan de val van het keizerrijk in 1912 tot een van de belangrijkste vormen van de Chinese literatuur gerekend.

## Belang van de geschiedschrijving in China

Dào (de Weg)

In China was geschiedschrijving zeer belangrijk. Dit was een gevolg van het Chinese wereldbeeld. Men meende dat de kosmos bestond uit tegengestelde fasen van dezelfde 'energie', qi, fasen die elkaar voortdurend beïnvloedden. Al het bestaande, zowel kosmos en natuur als mens en maatschappij, was op die manier onderworpen aan dit ordeningsprincipe. Dat werd de Weg (dao) genoemd. Deze Weg werd zichtbaar in de veranderingen die door de voortgang van het heden werden veroorzaakt. Men meende in die veranderingen patronen te kunnen ontdekken. Het heden kon slechts zinvol worden verklaard als dat werd herkend als een herhaling van eenzelfde situatie uit het verleden. Gebeurtenissen dienden dan ook zo objectief mogelijk te worden vastgelegd. Alleen op die manier kon geschiedschrijving de spiegel zijn om het heden te kunnen duiden en alleen zo konden latere generaties van de geschiedenis leren.

## De functie van optekenaar (shi)

### Ontstaan
Men meende dat de orde in kosmos, natuur en samenleving werd beïnvloed door het gedrag van de vorst. Van oudsher werden de woorden en daden van een vorst daarom door speciaal daarvoor aangestelde functionarissen genoteerd. Zij werden 'optekenaar' (shi, 史) genoemd. In het hoofdstuk yuzhao van de Liji en in de Zuozhuan is er sprake van een 'optekenaar aan de linkerzijde' (zuoshi, 左史) en een 'optekenaar aan de rechterzijde' (youshi, 右史). Volgens de traditie noteerde de optekenaar aan de linkerzijde de daden en die aan de rechterzijde de woorden van de vorst. Overigens is die taakverdeling in de Hanshu precies omgekeerd. Mogelijk waren de eerste shi personen met een uitzonderlijk geheugen die belangrijke gebeurtenissen onthielden en navertelden in de vorm van verhalen en gedichten. De Japanse sinoloog Inaba Ichirō (稲葉, *1936) noemde hen  gushi (瞽史), 'blinde historici', vergelijkbaar met Homerus. Zuo Qiuming, genoemd als samensteller van de Zuozhuan was volgens de Shiji blind.
Vanaf het moment dat gebeurtenissen werden opgeschreven, werd de functie van shi complexer. Hun aantal nam toe en er ontstond een vorm van taakverdeling. Dit blijkt uit andere voor optekenaar gebruikte benamingen, zoals 'hoogste optekenaar' (taishi, 太史), 'grote optekenaar' (dashi, 大史), 'kleine optekenaar' (xiaoshi, 小史) en 'hofoptekenaar' (yushi, 御史). De positie van shi was tot in de Hantijd erfelijk. Zo schreef Sima Qian, samensteller van de Shiji, in zijn nawoord dat zijn voorouders sinds generaties taishi (hoogste optekenaar) waren geweest.

### Functie
Volgens de Shuowen jiezi, een etymologisch woordenboek uit de 2e eeuw na Chr. bestond een deel van het karakter 史, shi, uit 中, zhong (centrum, midden), dat in verband werd gebracht met onpartijdigheid. De optekenaars moesten de gebeurtenissen met zo groot mogelijke objectiviteit noteren. Tot in de 17e eeuw was dit de gangbare opvatting. Toen brachten Jian Yong (1681-1762) en Wu Dacheng (1835-1902), geleerden uit de 'School van de Tekstkritiek' (Kaoju Xue), het begrip zhong in verband met de bamboelatjes waarop de gebeurtenissen werden genoteerd. In de 20e eeuw stelden Wang Guowei (1877-1927) en de Japanse geleerde Naitō Torajirō (1866-1934) dat de shi behalve bij het optekenen van gebeurtenissen ook een rol hadden gespeeld bij de uitvoering van riten en ceremonies. In dat opzicht sloot hun functie aan bij die van een sjamaan (wu, 巫), die een rol speelde bij het doen van voorspellingen. Mogelijk was sprake van een dubbelfunctie. In ieder geval noteerden de shi niet alleen menselijke gedragingen, maar ook bijzondere natuurverschijnselen. Dit had te maken met het in de Zhou- en Hantijd gangbare correlatiedenken. Menselijk gedrag en gebeurtenissen in natuur en kosmos zouden elkaar zodanig beïnvloeden, dat natuurverschijnselen een voorspellend karakter kregen voor het menselijk gedrag. Een shi was op die manier niet alleen historicus, maar ook astroloog, een functie die, door de vaak zeer nauwkeurige waarnemingen, allengs het karakter kreeg van een astronoom.
Onder de Oostelijke Han-dynastie werd de officiële geschiedschrijving steeds meer een ambtelijk proces. Er ontstond een verschil tussen optekenaars aan het hof en functionarissen die die optekeningen bewerkten. Zij werden de samenstellers van de diverse hofkronieken. Onder de Tang-dynastie werd ook de wijze waarop de officiële dynastieke geschiedenissen uit de hofkronieken werden samengesteld in sterke mate geformaliseerd.

### Shiwordt algemene benaming voor geschiedenis

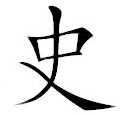
shǐ (geschiedenis)

Tussen het einde van de Han-dynastie en het begin van de Tang-dynastie verschoof de betekenis van de term shi allengs van aanduiding van de persoon die optekende naar aanduiding van zijn geschriften. Daarmee kreeg shi de abstracte betekenis van 'geschiedenis'. Voor zover bekend was Qiao Zhou (譙周, 199-270), minister in dienst van het Koninkrijk Shu, de eerste geleerde die shi in die betekenis gebruikte. Hij noemde zijn werk 'Onderzoek van oude historische werken' (Gushi kao, 古史考). Ook Ruan Xiaoxu (阮孝绪, 479-536), bibliograaf tijdens de Liang-dynastie (502-557) gebruikte shi in de betekenis van historische werken, toen hij rond 523 zijn catalogus (Qilu, 七錄, zeven dossiers) samenstelde. Rond die tijd werd het tevens gebruikelijk de eerste drie officiële dynastieke geschiedenissen, de Shiji, Hanshu en Dongguan Hanji de sanshi (三史), de 'drie geschiedenissen' te noemen. Deze verschuiving in betekenis van shi had te maken met de enorme toename van het aantal historische werken tijdens de periode tussen de Han- en Tangdynastie. Ban Gu noemde in zijn 'Verhandeling over kunst en literatuur' (yiwen zhi, 藝文志, juan 30), het bibliografisch hoofdstuk van de Hanshu, slechts twaalf werken die hij beschouwde als voortzetting van de Lente- en Herfstannalen. Daarentegen staan in de 'Verhandeling over klassieken en boeken' (Jingji zhi, 經籍志) van de Suishu onder de categorie geschiedenis (shibu) 874 titels vermeld.

## Afbakening van het terrein van de historiografie

### Afbakening van de historiografie van de overige vormen van literatuur

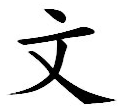
wén (literatuur)

De eerste Chinese systematische bibliografie stamt uit de eerste eeuw v.Chr. In zijn Zeven samenvattingen (Qilüe) wilde Liu Xiang door een indeling van de literatuur komen tot een ordening van kennis. Geschiedschrijving werd door hem niet beschouwd als een aparte categorie. Er bestond eigenlijk geen onderscheid tussen literatuur (wen, 文) en geschiedenis (shi, 史). De grondbetekenis van wen was 'regelmatig terugkerend patroon'. Literatuur moest door ordening de Weg in een schijnbaar chaotische werkelijkheid zichtbaar maken. Dit kon alleen als in de literatuur ware gebeurtenissen werden beschreven. Die eis maakte feitelijk alle literatuur tot een vorm van geschiedenis. Ban Gu beschouwde in zijn in de Hanshu opgenomen verhandeling over kunst en literatuur (yiwen zhi) alle historische werken nog als commentaren op de Confucianistische Klassieken. Zo werd de Shiji gezien als een voortzetting van Lente- en Herfstannalen. Wel ontstond er een spanning tussen de noodzaak tot objectiviteit en het didactische en morele aspect van geschiedschrijving, net zo goed als er bij proza en poëzie een spanning bestond tussen oprechte gevoelens en didactische doelen.
In de loop van de 3e en 4e eeuw na Chr. ontstond door de toename van het aantal werken een nieuwe ordening van de literatuur. Vooral door toedoen van Xun Xu (荀勖, ...-289), keizerlijke bibliothecaris en Li Zhong (fl begin 4e eeuw), kristalliseerde die ordening zich uit in vier hoofdcategorieën. De Confucianistische Klassieken bleef men beschouwen als basis van de literatuur. Zij vormden met hun commentaren de eerste hoofdcategorie van de literatuur, de jingbu. Hoewel men geschiedschrijving bleef zien als een voortzetting van specifieke historische en beschouwelijke aspecten van de Klassieken, kregen de historische werken binnen de literatuur wel een eigen hoofdcategorie, de shibu. Vakliteratuur werd geplaatst in de derde hoofdcategorie, die van de 'leermeesters en de filosofen', zibu. De bellettrie, vooral in de vorm van bloemlezingen en verzameld werk, kwam in de vierde hoofdcategorie, jibu.
Door keizer Wen (r. 424-453) van de Liu Song-dynastie werd de 'studie van de geschiedenis' (shixue) tot een van de vier onderdelen van het officiële leerprogramma voor aankomende ambtenaren gemaakt, samen met de studie van het confucianisme (ruxue), de literatuur (wenxue) en de xuanxue, ('duistere leer'), de toen gangbare vorm van het daoïsme. Eerder was ditzelfde al gedaan door Shi Le (274-333). Hij behoorde tot het noordelijke ruitervolk van de Särbi en was de stichter van Latere Zhao, een van de Zestien Koninkrijken.
De viervoudige indeling van de literatuur in klassieken, geschiedenis, vakliteratuur en bellettrie wordt tot op heden gebruikt. De vier categorieën werden onderverdeeld in rubrieken, die in de loop van de tijd steeds fijnmaziger werden. De onderverdeling is terug te vinden in de catalogi van de keizerlijke bibliotheek, die werden toegevoegd aan een groot aantal officiële dynastieke geschiedenissen. Zo staan in de catalogus van de Suishu onder 'geschiedschrijving' dertien categorieën vermeld, waaronder die van de officiële dynastieke geschiedenissen (zhengshi), diverse geschiedenissen (zashi), dagboeken van activiteit en rust, oude geschiedenissen (gushi), diverse biografieën (zazhuan), genealogie (puxi) en geografische handboeken (dili). In de 'Volledige verzameling boeken uit de vier schatkamers van de keizer' (Siku quanshu), de meest uitgebreide catalogus van de keizerlijke bibliotheek die ooit issamengesteld, is de categorie shibu onderverdeeld in 15 rubrieken.
Tot de hoofdcategorie 'geschiedschrijving' werden ook specialistische werken over chronologie, de kalender en (historische) geografie gerekend. Vooral de regionale geografische handboeken (difangzhi, 地方志, 'local gazetteers') zijn als historische bron van groot belang. Zij bevatten gegevens over de bestuurlijke indeling, lokale economie, cultuur en belastingheffing, maar ook biografieën van plaatselijke hoogwaardigheidsbekleders.
De onderdelen van de derde hoofdcategorie, die van de 'leermeesters en filosofen' (zibu) werden formeel niet gerekend tot de geschiedschrijving. Toch bevatten ook zij, inhoudelijk gezien, belangrijk historisch materiaal. Dit geldt vooral voor de traditionele Chinese encyclopedieën (leishu, 類書, letterlijk: 'gerubriceerde zaken'), die in feite omvangrijke bronnenverzamelingen zijn.

### Particuliere geschiedschrijving

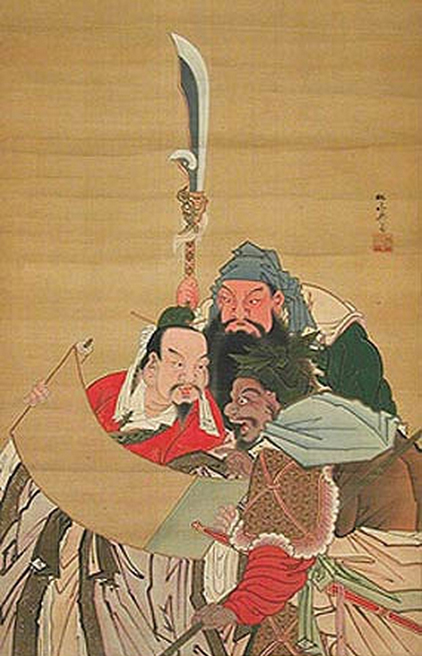
De drie helden uit de Roman van de Drie Koninkrijken

Naast de officiële geschiedschrijving bleef er ook een geschiedschrijving door particulieren bestaan. Voor dit soort geschiedenissen bestond een groot aantal termen om ze te kunnen onderscheiden van zhengshi (正史), de officiële geschiedschrijving. De belangrijkste vormen waren:
- bieshi (別史), 'afzonderlijke geschiedenissen'.
- zaiji (載記), 'gelijktijdige optekeningen', beschrijft de geschiedenis van staten die niet als legitiem werden beschouwd).
- shichao (史鈔), uittreksels uit de officiële dynastieke geschiedenissen.
- zashi (雜史), 'diverse geschiedenissen'. Deze groep is vooral van belang door de grote verscheidenheid aan behandelde onderwerpen.

### Geschiedschrijving en fictie
In China ontbrak geschiedschrijving in de vorm van een narratief (samenhangend verhaal). Wel zijn er sinds de 16e eeuw historische romans geschreven. Zij volgden het raamwerk van de 'Doorlopende spiegel tot hulp bij het bestuur', de Zizhi tongjian door Sima Guang (司馬光, 1019–1086) uit 1084, maar waren afkomstig uit de orale literatuur en gesteld in het baihua, de spreektaal en niet in het wenyan, de klassieke schrijftaal. Zij werden door de geletterde bovenlaag slechts gezien als fictie en behoorden daarom noch tot de geschiedschrijving noch tot de literatuur. De siku quanshu laat ze dan ook weg. Desondanks was hun invloed op het beeld dat men in China op de eigen geschiedenis had bijzonder groot. Het bekendste voorbeeld is de nog steeds veel gelezen Roman van de Drie Koninkrijken.

## Historiografische ontwikkeling tot aan de eenwording van 221 v.Chr.

### Orakelbotten en inscripties
De oudst bekende geschreven Chinese historische bronnen dateren uit de 13e eeuw v.Chr. Het zijn inscripties op orakelbotten. Daar werden schouderbladen van runderen en buikschilden van zoetwaterschildpadden voor gebruikt. De vaak korte teksten bestaan uit stellingen die aan een orakel werden voorgelegd. Na verhitting werd uit de vorm van de barsten het antwoord geduid. Soms werd het resultaat van de duiding in de vorm van de uiteindelijke uitkomst genoteerd. Uit de late Shang-tijd, maar vooral uit de westelijke Zhou-tijd stammen bronzen vaten met aan de binnenzijde inscripties over bezittingen, benoemingen, schenkingen en overdrachten.

### Verzameling
Mogelijk als geheugensteun bij bepaalde rituelen werden gebeurtenissen aan het hof opschreven, werden genealogische lijsten samengesteld en rituele gezangen genoteerd. Vanaf de oostelijke Zhou-tijd werden deze teksten verzameld. Dit gebeurde op karakteristieke wijze. Gebeurtenissen werden strikt chronologisch, in de vorm van annalen (ji, 紀) opgeschreven. Deze vorm van historiografie werd biannianti (編年體, 'van jaar tot jaar') genoemd. Later werden de bestaande teksten steeds opnieuw voorzien van commentaar en later ook van sub-commentaren. Zo konden voordien losstaande historische gebeurtenissen causaal met elkaar in verband worden gebracht. Politieke opvattingen van het moment dat het commentaar werd toegevoegd, werden zo vanuit het verleden gerechtvaardigd.
Een vroeg voorbeeld van zulke verzameling is het 'Boek der Documenten' (Shujing), een verzameling keizerlijke decreten, toespraken, verklaringen en politieke theorieën.

### De 'Honderd Scholen'
De periode van de Strijdende Staten was een tijdvak van diepgaande sociaal-economische, politieke en culturele veranderingen. De feodale maatschappelijke structuren die tijdens de Westelijke Zhou-dynastie waren gevormd, vielen uit elkaar. Die ingrijpende maatschappelijke verandering stimuleerde het nadenken over staat en maatschappij. De heersers van de verschillende staten wilden hun macht ook in de voor hen nieuwe situaties consolideren of uitbreiden. Zij hadden dan ook voortdurend behoefte aan advies hoe ze moesten handelen. De zesde tot en met de derde eeuw v.Chr. vormde zo een bloeitijd van elkaar beïnvloedende wijsgerige, sociale en politieke ideeën. Deze periode wordt de periode van de Honderd Scholen van de Chinese filosofie genoemd. Het idee van een indeling in herkenbare en onderling van elkaar verschillende scholen is echter een constructie achteraf. Zo is er de indeling in zes scholen door Sima Tan die dateert uit de tweede eeuw v.Chr. Hoewel dit vaak wordt gedaan, mag die indeling niet zonder meer worden toegepast op de zesde tot en met de derde eeuw v.Chr. Slechts bij Confucius (551-479 v. Chr.) en Mozi (fl. 479-438 v.Chr.) kan worden gesproken van een (enigszins) geformaliseerde schoolvorming, dat wil zeggen een leraar met een groep volgelingen.
Iedere filosoof had zijn eigen visie op de mogelijke ontwikkeling van de maatschappij. Die visie beïnvloedde uiteraard zijn mening over de rol en betekenis van geschiedenis. Het ging bij die rol steeds om de vraag hoe geschiedenis als waarneembare neerslag van menselijk gedrag uit het verleden kon dienen als leidraad voor het huidige handelen. Volgens de Confucianisten en Mohisten had geschiedschrijving een doel, het maakte een patroon zichtbaar achter de daden van de mensen:
- Volgens Confucius had kennis van de geschiedenis een moreel verheffende functie voor de gehele mensheid.
- Mencius (371-289 v.Chr.) erkende die moreel verheffende functie ook, maar volgens hem had geschiedenis een cyclisch patroon.
- Ook volgens Mozi maakte geschiedenis de vooruitgang van de mensheid zichtbaar. Uit een 'maatschappelijk contract' tussen bestuurders en onderdanen zou zich een steeds groter wordende politieke en sociale stabiliteit ontwikkelen.

Voor andere filosofen was geschiedenis niets meer dan een door de natuur bepaald proces:
- Daoïsten wensten geen betekenis te hechten aan de geschiedenis. Voor hen laat de geschiedenis slechts een voortdurende inperking van de individuele vrijheid van de mensen zien.
- Volgens legalisten als Han Feizi (280-233 v.Chr.) ontwikkelde de mensheid zich voortdurend naar een hoger niveau, waardoor vergelijkingen met situaties uit het verleden onmogelijk en daarmee zinloos werden. Kennis van het verleden had daarom geen nut voor begrip van het heden of van de toekomst.

### Belangrijkste historische werken uit de Zhou-tijd
De historische werken die gedurende de (late) Zhou-tijd zijn samengesteld kunnen worden onderverdeeld in vijf categorieën:
1. Annalen en kronieken.
2. Bundeling van documenten.
3. Regionale geschiedenissen.
4. Biografieën.
5. Verhandelingen over speciale onderwerpen.

#### Oudste hoofdvorm van historiografie:biannianti(annalen en kronieken)

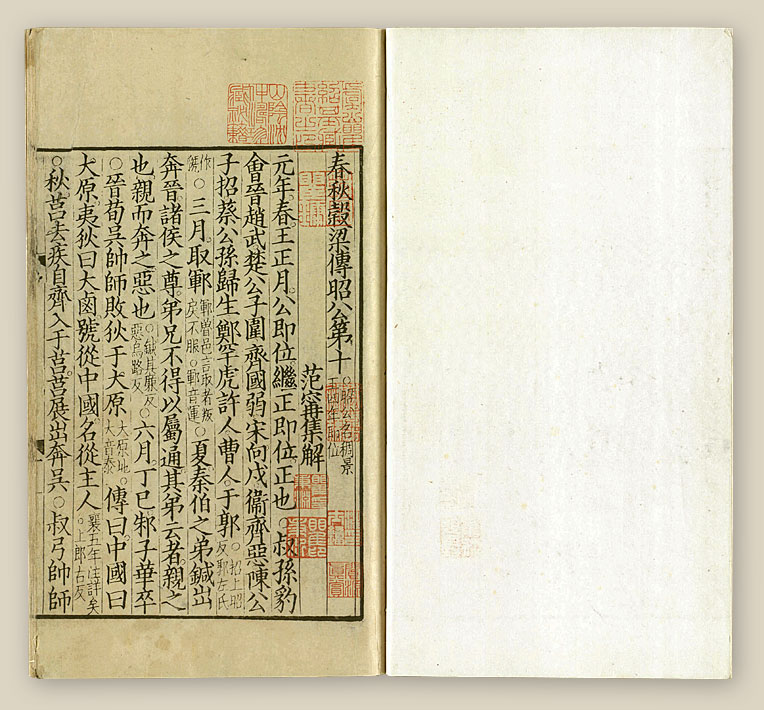
Eerste pagina van de Lente- en Herfstannalen. Tussen de hoofdtekst is het commentaar van Guliang gevoegd, zoals geannoteerd door Fan Ning (339-401). Gedrukt tussen 1190 en 1194.

Drie werken zijn karakteristiek voor de annalistische vorm van geschiedschrijving uit de Zhou-tijd:
- De Lente- en Herfstannalen (Chunqiu) vormen een kroniek voor de periode 722-481 v.Chr. en werden traditioneel toegeschreven aan Confucius. Hoewel de tekst uiterst beknopt is, zou Confucius door subtiel woordgebruik zijn voorkeur voor of afkeer van bepaalde gebeurtenissen of gedragingen hebben gegeven (baobian, 褒貶, 'lof en blaam'). In de 3e eeuw ontstonden daarom vier zeer uitgebreide en gedetailleerde commentaren op de Lente- en Herfstannalen. Hiervan zijn er nu nog twee over, het Commentaar van Gongyang (Gongyang Zhuan) en het Commentaar van Guliang (Guliang Zhuan). Zij interpreteerden gebeurtenissen en personen vanuit het principe van lof en blaam. Verder werden kosmologische aspecten en gebeurtenissen uit de natuur toegevoegd die in relatie zouden staan met de beschreven historische gebeurtenissen. Beide werken zijn na mondelinge doorgifte vanaf het midden van de 2e eeuw v.Chr. (dus tijdens de Han-dynastie) op schrift gezet.
- Het commentaar van mijnheer Zuo (Zuozhuan), was oorspronkelijk een kroniek van de staat Jin voor de periode 805-454 v.Chr. (met nadruk op 722-468 v.Chr.), maar werd in de Han-tijd bewerkt tot een commentaar op de Lente en Herfstannalen. De Annalen beperkten zich tot politieke en militaire zaken, terwijl de Zuozhuan ook economische, sociale en wijsgerige onderwerpen bevatte. Ook werd elke opgenomen gebeurtenis beschreven in de vorm van een compleet essay dat was geschreven in een levendige, elegante prozastijl. Meer dan 50 maal geeft de samensteller eigen commentaar, dat hij steeds vooraf laat gaan door de woorden junzi yue, 'de schrijver (eigenlijk de edele) merkt op'. Ook de kijk op geschiedenis verschilde. Volgens de Zhuozhuan konden door de afbraak van de oude feodale orde nieuwe politieke, economische en sociale verhoudingen ontstaan, die nieuwe mogelijkheden boden. De beide commentaren op de Annalen zagen dezelfde periode als een vernietiging van de oude maatschappelijke orde, met name veroorzaakt door het verval van de macht van de Zhou-koningen en het ineenstorten van de oude feodale maatschappelijke verhoudingen.
- De Bamboe-annalen (Zhushu jinian) vormen de oudst bekende kroniek van de gehele geschiedenis van China. Het werk omvat de periode van de mythische periode van de Vijf Oerkeizers (traditioneel geplaatst in het 3e millennium v.Chr. en beginnend met Huang Di) tot aan 299 v.Chr. Van de oorspronkelijke tekst zijn slechts reconstructies overgebleven. Een in de Ming-tijd samengestelde versie gold onder het keizerrijk als authentiek, maar werd na 1912 beschouwd als een vervalsing.

#### Bundeling van historische documenten
- Het oudste bewaarde voorbeeld van Chinese historiografie is het Boek der Documenten, een verzameling keizerlijke decreten, toespraken, verklaringen en politieke theorieën. De oudste teksten stammen uit de Westelijke Zhou-periode. De documenten gaan over de mythische tijd, de Xia-, Shang- en Zhou-dynastie. De inhoud werd lang gezien als een authentieke weergave van het verleden, waardoor het werk in China een grote invloed gehad heeft op het beeld van de eigen geschiedenis. Yan Ruoqu (閻若璩, 1636-1704) heeft in zijn Shangshu guwen shuzheng (尚書古文疏証, 'Onderzoek naar de authenticiteit van de oude tekst van de Shangshu') echter aangetoond dat delen van het Boek der documenten vervalsingen uit de 4e eeuw na Chr. waren.
- Een vergelijkbaar werk was de 'Verloren Geschiedenis van de Zhou' (Yi Zhoushu), ook wel 'Geschiedenis van de Zhou' (Zhoushu). De documenten zijn samengesteld vanaf de 4e eeuw v.Chr. en behandelen de periode van de 11e tot het begin van de 6e eeuw v.Chr.

#### Regionale geschiedenissen
De twee belangrijkste werken uit deze categorie zijn de 'Gesprekken der Staten' (Guoyu) en de 'Plannen der Strijdende Staten' (Zhanguoce).
- In de Gesprekken der staten worden gebeurtenissen beschreven uit acht staten: Zhou, Lu, Qi, Yin en Zheng die rond de Gele Rivier liggen en Chu, Wu en Yu rond de Jangtsekiang. De teksten bestaan uit citaten van gesprekken die belangrijke personen uit die staten zouden hebben gevoerd. Historiografisch is dit werk van belang omdat het de oudst bekende regionale geschiedenis is, omdat geschiedenis als vertelling wordt gepresenteerd en omdat de stijl er een was van 'laat de feiten voor zich spreken'. Dit laatste betekende overigens niet dat de beschreven gebeurtenissen ook daadwerkelijk hebben plaatsgevonden.
- De Plannen der Strijdende Staten lijken in opbouw en samenstelling op Guoyu, maar de behandelde thema’s beperken zich tot politieke, militaire en diplomatieke zaken. Het werk beschrijft gebeurtenissen in twaalf staten voor de periode van het midden van de 5e eeuw tot het einde van de 3e eeuw. Dit gebeurt in de vorm van voorstellen die filosofen aan verschillende heersers deden. De titel van dit werk ligt ten grondslag aan de naam van het tijdvak, de Periode van de Strijdende Staten (475-221 v.Chr.).
- In december 1973 is in een graf in Mawangdui (in Changsha, hoofdstad van de provincie Hunan) een nieuwe versie van de Zhanguo ce gevonden. Meer dan 60% van die versie wijkt af van tot dan toe bekende versie. Het gevonden werk had geen eigen titel en staat nu bekend als 'Het boek van de Sofisten van de Strijdende Staten' (Zhanguo zongheng jia shu).

#### Biografieën
Binnen deze categorie ontwikkelden zich twee varianten:
- Genealogische overzichten van keizers, koningen, leden van de aristocratie en belangrijke functionarissen. Zo wordt in de 'Genealogische optekening' (Shiben) de periode behandeld van de mythische Gele Keizer (traditioneel 2698 v.Chr.) tot aan 481 v.Chr.
- Chronologische of annalistische biografieën (nianpu, 年譜) bevatten gedetailleerde overzichten van activiteiten van personen. De volgorde van de gebeurtenissen is strikt chronologisch, de manier van beschrijven uiterst bondig. Zo gaat de 'Chronologische biografie van koning Mu' (Mu Tianzi Zhuan) over de Zhou-koning Mu, die in de 9e eeuw v.Chr. regeerde.

De huidige versies van zowel de Shiben als de Mu Tianzi Zhuan zijn latere reconstructies op basis van bewaard gebleven fragmenten van de oorspronkelijke werken.

#### Verhandelingen
Oudste voorbeelden uit de categorie verhandelingen zijn:
- Het 'Boek van de bergen en de zeeën' (Shanhai jing) is een verzameling verhalen en mededelingen over planten, dieren en gebieden met delfstoffen. Ook worden etnische groeperingen en hun religieuze voorstellingen beschreven. Het werk is oorspronkelijk geschreven in de vierde eeuw v.Chr. De huidige versie bevat veel toevoegingen van latere datum, veelal uit de tweede eeuw v.Chr.
- Het 'Tribuut van koning Yu' (Yugong) beschrijft de geografie, cultuur en economie van de negen provincies waarover koning Xia Yu, de stichter van de Xia-dynastie zou hebben geregeerd. Het was oorspronkelijk een zelfstandig werk, samengesteld in de vierde eeuw (v.Chr.), maar werd een eeuw later opgenomen als een hoofdstuk in het Boek der Documenten.

Het genre van de verhandeling kwam tot bloei in de Shiji en kan worden beschouwd als de voorloper van de traditionele Chinese encyclopedie.

### Eerste aanzet tot historische reflectie
Sommige hoofdstukken van de genoemde werken geven een reflectie op historische gebeurtenissen of personen. Dit geldt met name voor het 'Commentaar van mijnheer Zuo'. In de 'Lente en herfst van mijnheer Lü' (Lüshi chunqiu) geeft de samensteller, Lü Buwei (fl. 285-235) zijn visie weer over historische gebeurtenissen, zijn ideeën over de aard en het patroon van de geschiedenis en over de krachten die de geschiedenis deden bewegen. Ook in de werken van Mencius, Xun Qing en Han Feizi zijn sporen van historische reflectie. Zo stelde Mencius dat het beter was om het zonder het Boek der Documenten te stellen dan geloof te hechten aan het gehele boek (jinxin 'shu' zebu ruwu 'shu' , 盡信《書》，則不如無《書》, De Mencius, VII.B.3).

## Historiografische ontwikkeling, 221 v.Chr. – 220 na Chr.
Tijdens de Han-dynastie zijn meer dan 300 historische werken samengesteld. De twee belangrijkste werken waren de Shiji ('Optekeningen van de hofhistoriograaf'), samengesteld door Sima Qian (c. 145- c. 87 v.Chr.) en de Hanshu ('Boek van de Han'), samengesteld door Ban Gu (32-92 na Chr.).

### Shiji

#### Tweede hoofdvorm van historiografie:jizhuanti(combinatie van annalen en biografieën)

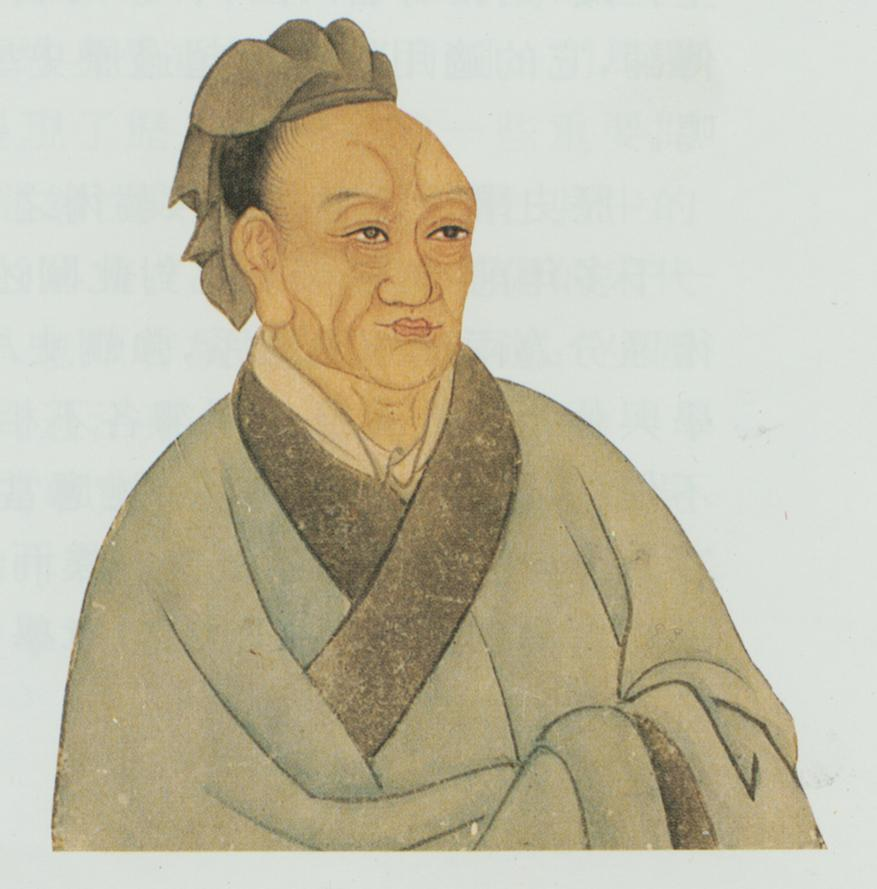
Sima Qian

De Shiji was de eerste algemene geschiedenis van China. Het werk begon met de Gele Keizer (traditioneel 2698 v.Chr) en liep door tot in de regering van keizer Wu (regeerde 141-87 v.Chr.). Sima Qian paste in zijn werk twee vernieuwingen toe. Behalve de traditionele vorm van de annalen bevatte de Shiji ook verhandelingen en exemplarische overleveringen (biografieën). Deze vorm van geschiedschrijving werd jizhuanti (紀傳體, 'annalen-biografie') genoemd en vormt na de biannianti (annalen) de tweede hoofdvorm van de Chinese historiografie. Shiji bestaat uit vijf onderdelen, die elk op een bepaalde manier tegen de geschiedenis aankeken:
- Benji ('basisannalen'): keizerlijke biografieën in strikt annalistische vorm.
- Shijia ('erfelijke geslachten'): genealogische overzichten van de adellijke families.
- Biao: chronologische tabellen.
- Shu: verhandelingen over zaken van politiek of maatschappelijk belang zoals riten, muziek, de kalender, irrigatie en de economie.
- Liezhuan: exemplarisch opgestelde biografieën.

Deze indeling vormde het voorbeeld voor de latere dynastieke geschiedenissen.
Aan het eind van elk hoofdstuk leverde Sima Qian commentaar, dat steeds begon met taishi gong ye ('de hofhistoricus merkt op'). Dit was vergelijkbaar met de commentaren die de samensteller had toegevoegd aan de gebeurtenissen in het Commentaar van Mijnheer Zuo op de Lente- en Herfstannalen.

#### Geschiedopvatting van Sima Qian
Volgens Sima Qian vormde geschiedenis het geheel van eerdere menselijke handelingen, die op scheppende wijze op elkaar hadden ingewerkt. De uit dit proces voortgekomen beschaving was in overeenstemming met de Weg, de kracht die het heden veranderde en zo vorm gaf aan de geschiedenis.
Geschiedschrijving was volgens Sima Qian de optekening van gebeurtenissen uit het verleden, maar ook het noteren van verhalen over mensen die opvielen door bijzondere daden of unieke eigenschappen, zowel in positieve als in negatieve zin. Het doel van geschiedschrijving was om de mensen in het heden te adviseren, te onderwijzen en te vermanen. Het was daarom de plicht van de historicus om niet alleen op te tekenen, maar ook om het gedrag van mensen uit het verleden te beoordelen. Verder moest het patroon van de kracht die de geschiedenis deed bewegen worden achteraald. Dit alles betekende dat geschiedschrijving meer was dan alleen het weergeven van feiten. De historicus moest details toevoegen die hem van belang leken en hij diende de beschreven gebeurtenissen ook te interpreteren.

### Hanshu

#### Het werk

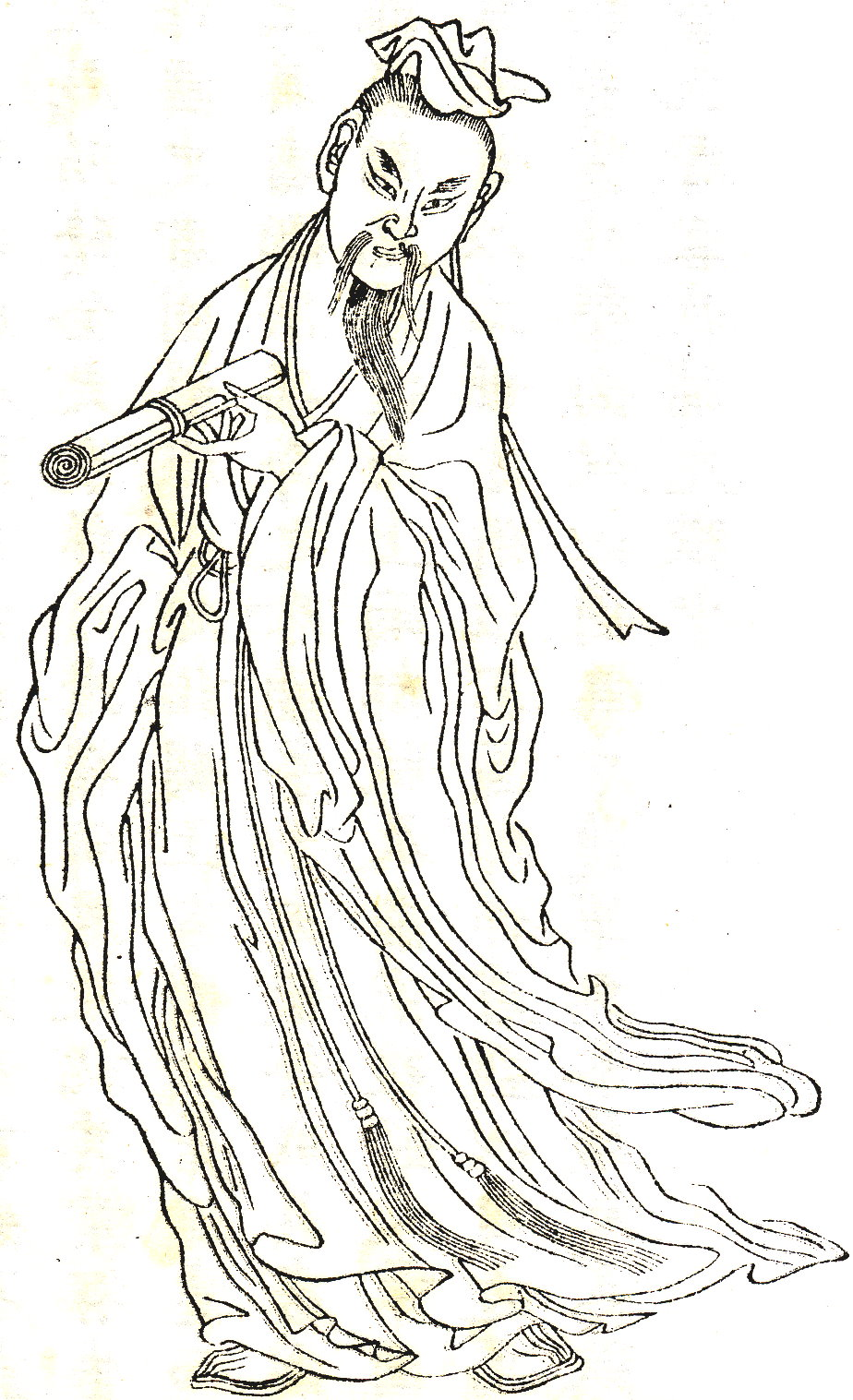
Ban Gu

Het Boek van de Han (Hanshu) omvat de geschiedenis van de westelijke Han-dynastie en de periode van Wang Mang (206 v.Chr-23 na Chr.) Het werk volgt de structuur van de Shiji, zij het met enkele kenmerkende verschillen. Zo werd de categorie verhandelingen uitgebreid en werd de categorie erfelijke geslachten verwerkt in de biografieën. Omdat het werk slechts één dynastie beschreef, werd de Hanshu het eigenlijke voorbeeld voor de latere dynastieke geschiedenissen.

#### Geschiedopvatting van Ban Gu
Hoewel Ban Gu wel de opbouw van Sima Qian volgde, had hij een andere kijk op geschiedenis en geschiedschrijving. Het verloop van geschiedenis was in overeenstemming met de wil van Hemel. Verschijnselen in kosmos en natuur maakten die wil van de Hemel zichtbaar en dienden zo als leidraad voor menselijk handelen. De historicus moest daarom niet alleen de menselijke activiteiten noteren die hij het opschrijven waard vond, maar diende ook bijzondere natuurverschijnselen te vermelden. Op die manier kon men zowel in het heden als in de toekomst leren van het verleden.
Volgens Ban Gu moest geschiedschrijving het verleden zo objectief mogelijk optekenen, het kon geen subjectieve bezigheid zijn. Ook hierin verschilde hij met Sima Qian. De objectieve optekeningen van Ban Gu waren echter het resultaat van een door hem, onvermijdelijk subjectief toegepast keuzeproces. De criteria die hij bij zijn keuzes hanteerde, kwamen voort uit het correlatiedenken, de in de Han-tijd gangbare eclectistische vorm van het Confucianisme zoals uitgewerkt door Dong Zhongshu (179-104 v.Chr.).

### Annalen en kronieken
Belangrijke annalistische werken uit de Han-tijd waren:
- De 'Lente en Herfst van Chu en Han' (Chu Han chunqiu, 楚漢春秋) beschrijft de strijd tussen Liu Bang (247-195) en Xiang Yu (232-202) tijdens de periode 206-202 v.Chr., de overgangsperiode van de Qin naar de Han-dynastie. Het werk is samengesteld door Lu Jia (陸賈, c.250-175 v.Chr.).
- De 'Beknopte geschiedenis van de (vroege) Han-dynastie' (Qianhanji, 前漢紀) beschrijft de periode 206 v.Chr – 23 na Chr. en is samengesteld door Xun Yue (荀悅, 148-209 na Chr.). Het werk volgde de principes van de Lente- en Herfstannalen en is door het gebruik van andere bronnen een belangrijke aanvulling op de Hanshu. De commentaren die Xun Yue zelf aan de beschreven gebeurtenissen toevoegde, maken ongeveer 10% van het totale werk uit. Het werk is samengesteld omdat de keizer een hanteerbaardere versie van de geschiedenis van de (vroege) Han wenste dan de Hanshu.

De annalistische stijl zal onder de Song-dynastie een hoogtepunt bereiken met Sima Guang (1019-1086) en zijn 'Doorlopende spiegel tot hulp bij het bestuur' (Zizhi tongjian).

### Regionale geschiedenissen
Tot deze categorie behoren twee werken die de geschiedenis van de staten Wu en Yue gedurende de 5e eeuw v.Chr. beschrijven. In beide werken zijn de gebeurtenissen opnieuw beschreven. Daarbij werd gebruikgemaakt van historische bronnen, maar ook van plaatselijke tradities, overleveringen en legendes. De geschiedenis werd zo op subjectieve wijze en vol fantasie naverteld. De beide werken zijn:
- De 'Lente en Herfst van Wu en Yue' (Wu Yue Chunqiu, 吳越春秋) is samengesteld door Zhao Ye (...-83 na Chr.).
- Het 'Boek van de geschiedenis van Yue' (Yue jue shu, 越絕書) stamt uit 52 na Chr. en is samengesteld door Yuan Kang (袁康, fl. 1e eeuw na Chr.).

### Nieuwe genres

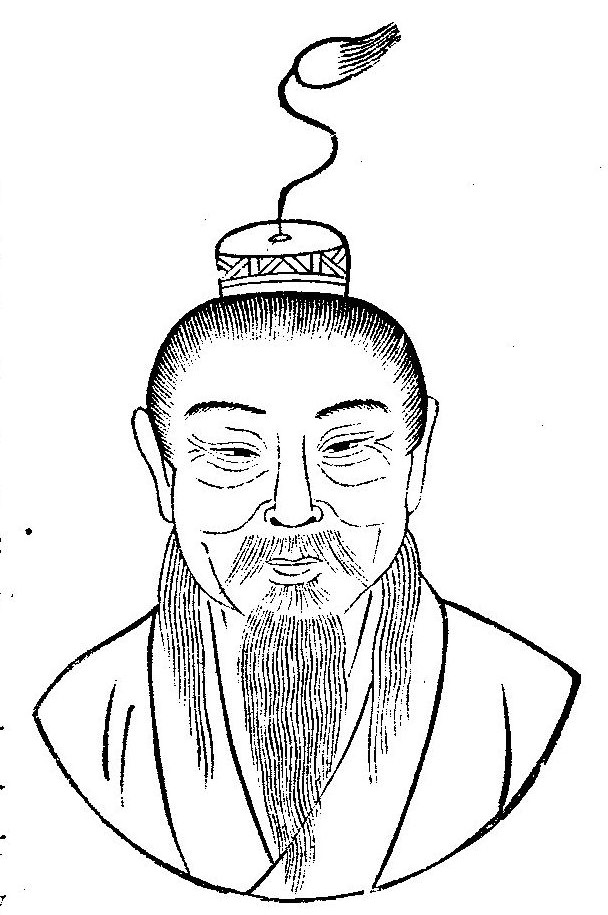
Liu Xiang 79-8 v.Chr.

Tijdens de Han-dynastie ontstonden binnen de historiografie twee nieuwe genres, staatsgeschiedenis en vrouwengeschiedenis. Beide genres zijn begonnen door Liu Xiang (79-8 v.Chr.).

#### Staatsgeschiedenis
De 'Gaarde van overredingen' (Shuoyuan, 說苑) is een historisch overzicht van ideeën met betrekking tot bestuur en militaire zaken voor de periode 722-222 v.Chr. Liu Xiang plaatste die ideeën in hun historische en politieke samenhang door de relaties tussen de verschillende staten te beschrijven.

#### Vrouwengeschiedenis
De 'Biografieën van voorbeeldige vrouwen' (Lienü Zhuan, 列女傳) bevat biografieën van 105 vrouwen uit de periode van de mythische tijd tot en met die van de Strijdende Staten. Net als voor Sima Qian vormde ook voor Liu Xiang de biografie als exemplarische overlevering een les voor het heden. Hij groepeerde de 105 vrouwen op basis van morele criteria in zeven categorieën, lopend van de moreel verheven 'modelmoeder' tot de moreel verwerpelijke vrouw die haar echtgenoot in het verderf stortte. De Lienü zhuan is een belangrijke bron voor de sociale geschiedenis. Uit het werk blijkt dat in het China van de Han-tijd vrouwen door hun sociale status, hun niveau van onderwijs en hun politieke macht een veel grotere rol speelden dan in de tijd daarna. Dit bleek bijvoorbeeld uit de positie van Ban Zhao (c.48-c.120), zus van de historicus Ban Gu. Zij maakte de Hanshu af nadat haar broer in 92 in de gevangenis was overleden. Verder heeft zij de Lessen voor vrouwen (Nüjie) samengesteld. Dat werk gaf aan hoe vrouwen zich in de maatschappij dienden te gedragen.

## Historiografische ontwikkeling, 220-960
Tussen 220 en 960 zijn meer dan 1100 historische werken verschenen.

### Opvattingen over geschiedenis
Net als in de voorafgaande periode bleef men ook in deze periode geschiedenis zien als leidraad voor het heden. Gebeurtenissen uit het heden konden immers worden verklaard uit het patroon van de geschiedenis. Geleerden zoals Liu Yiqing (403-444), Han Yu (768-824) en Liu Zongyuan (773-819) stelden zich bij dat patroon de vraag of maatschappelijke veranderingen werden veroorzaakt door (abstracte) krachten of door individuele handelingen. Voor aanhangers van de laatste visie vormden biografieën de belangrijkste vorm van geschiedschrijving. Zij beschreven immers op (exemplarische) wijze het leven van individuen. Onder invloed van het in deze periode zeer belangrijk geworden Boeddhisme werd verder nagedacht over de relatie tussen noodlot en vrije wil in de geschiedenis en vond zo zijn neerslagin de geschiedschrijving.

### Dynastieke geschiedenissen

Keizer Taizong (626–649) gaf opdracht voor het samenstellen van in totaal zes dynastieke geschiedenissen.

Van de 24 dynastieke geschiedenissen die na de Han-dynastie zijn verschenen, werden er 17 samengesteld door een officieel ambtelijk bureau. Dit gebeurde voor het eerst onder de Oostelijke Han-dynastie, toen historici opdracht kregen om vanuit het archief van het keizerlijk paleis de Dongguan de dynastieke geschiedenis van de zittende dynastie samen te stellen en aan te vullen. Onder de Noordelijke Qi-dynastie (555-577) werd voor het eerst een 'Historiografisch Bureau' (shi guan, 史館) gevormd. Soortgelijke instituten zouden tot in de eerste helft van de 20e eeuw blijven bestaan. In 593 bepaalde keizer Wen (regeerde 581-604) van de Sui-dynastie dat particulieren geen geschiedenissen van de zittende dynastie meer mochten samenstellen. Dit verbod bleef tot onder de Song-dynastie van toepassing.
Onder de Tang-dynastie kreeg het 'Historiografisch Bureau' opdracht om dynastieke geschiedenissen te schrijven van zes voorafgaande dynastieën. Dit resulteerde in de Jinshu, Liangshu, Chenshu, Beiqishu, Zhoushu en Suishu. Ook werden tussen 618 en 762 op basis van de Dagboeken van activiteit en rust en de Ware optekeningen acht opeenvolgende versies van een geschiedenis van de zittende dynastie (Guoshi, 國史) van de Tang-dynastie samengesteld. Al deze werken volgden het patroon dat door Sima Qian en Ban Gu was uitgezet, maar kregen als specifieke bijkomende functie het legitimeren van de machtsovername door de zittende Tang-dynastie.

### Nieuw genre: geschiedenis van de overheidsinstellingen (tongzhi)
Volgens Du You (杜佑, 735-812) kon de geschiedenis het best worden begrepen door de historische ontwikkeling van de overheidsorganisatie te bestuderen. Met zijn 'Doorlopende canon' (Tongdian, 通典) vestigde hij een nieuw genre binnen de historiografie. Het werk loopt van de vroegste tijd tot 755 na Chr. en bestaat uit negen thematische verhandelingen. Er wordt geschreven over het economisch systeem (geld en voedsel), de ambtenarenexamens, officiële titulatuur, riten, (hof)muziek, militaire kwesties, wetgeving en bestraffing, politieke geografie (provinciaal bestuur) en verdediging van de grenzen.
Het genre dat door Du You was begonnen, werd in de loop van de tijd door andere historici aangevuld. De belangrijkste waren de 'Algemene verhandeling over instituties' (Tongzhi) door Zheng Qiao (1104-1162) uit de Song-tijd en de 'Algemene geschiedenis van instituties na kritisch onderzoek van documenten en studies' (Wenxian tongkao) door Ma Duanlin (1254-1323) uit de Yuan-tijd. Deze twee werken worden met dat van Du You ook wel de 'Drie encyclopedische geschiedenissen van instituties' (santong) genoemd. Uiteindelijke zou de reeks tien werken gaan omvatten, de 'Tien encyclopedische geschiedenissen van instituties' (Shitong, 十通). Zij geven samen een doorlopende geschiedenis van de Chinese overheidsinstituties tot en met 1912, de val van het Chinese keizerrijk.

### Historische kritiek: Liu Zhiji
De historicus Liu Zhiji (劉知幾, 661-721) maakte bezwaar tegen het volgens hem te mechanische karakter van de dynastieke geschiedenissen die eerder door het Historisch Bureau van de Tang-dynastie waren samengesteld. Tussen 702 en 710 schreef hij zijn 'Studie van de geschiedschrijving' (Shitong, 史通), het eerste werk volledig gewijd aan geschiedschrijving.
Volgens Liu Zhiji diende de historicus bij het schrijven strikt objectief te blijven. Hij mocht bij beoordelingen noch uitgaan van morele waarden, noch van andere veronderstellingen die niet op feiten waren gebaseerd. Hij moest zelfs sceptisch staan tegenover opvattingen die op het moment dat hij schreef algemeen werden aanvaard. De historicus moest zijn argumenten voorzien van zo veel mogelijk bewijzen en uitgaan van eerlijke overwegingen. Zowel bij het onderzoek als bij het schrijven van een historische gebeurtenis moest hij een totaalbeeld geven van die gebeurtenis, dat uit alle mogelijke bronnen was verkregen. Ook diende hij de onderlinge verwevenheid van culturele, sociale, economische en intellectuele factoren bij gebeurtenissen te onderkennen. De presentatie van de gebeurtenis diende afstandelijk te zijn en moest gebeuren vanuit een onbevooroordeeld standpunt.

### Regionale geschiedenis
Tussen 220 en 960 zijn meer dan 120 historische werken werken samengesteld over regio’s, districten, hoofdsteden, bergen en waterwegen. De belangrijkste reden om deze werken te schrijven was ter verduidelijking van de verschillen in gewoontes tussen de regio’s en de hoofdstad. Verder wilde men aantonen dat veranderingen in regio’s effect hadden op het centrale gezag. De vier belangrijkste werken waren:
- 'Een geschiedenis van het gebied ten zuiden van de berg Hua' (Huayang guozhi) door Chang Qu (fl. 265-316). Dit werk beschrijft de geschiedenis van Sichuan, zuidelijk Shanxi en noordoost Yunnan van de vroegste tijden tot het jaar 347 na Chr.
- 'Commentaar op het Boek van de Waterwegen' (Shuijing zhu) door Li Daoyuan (467-527), een gedetailleerde beschrijving van 1252 waterwegen.
- 'Optekeningen over de Boeddhistische kloosters van Loyang' (Luoyang qialan ji) door Yang Xuanzhi (fl. 528-555). Hij wilde aan de hand van een beschrijving van de 1367 kloosters in Loyang duidelijk maken dat het Boeddhisme de oorzaak van de val van de noordelijke Wei was geweest. Het keizerlijk gezag was verzwakt door het besteden van middelen aan de uitbouw van kloosters en door de toegenomen invloed van de boeddhistische priesters. Impliciet werd een verband gelegd met de meer dan 100.000 monniken en nonnen in Loyang (op een totale bevolking van 500.000).
- 'Geografische gids met kaarten van de prefecturen en districten van het Tang-rijk, samengesteld in de Yuanhe periode' (Yuanhe junxian tuzhi), in 813 samengesteld door Li Jifu (758-814). Het werk beschrijft de geschiedenis en actuele toestand van de verschillende bestuurlijke eenheden binnen het Tang-rijk. Li Jifu wilde met dit werk de grootheid en welvaart van het keizerrijk aantonen en de rol die de diverse regio’s hadden gespeeld om die te bereiken.

### Andere aspecten

#### Biografieën
Volgens de bibliografische hoofdstukken van het Boek van de Sui en het Oud Boek van de Tang zijn er tussen 220 en 960 meer dan 350 verzamelingen van biografieën samengesteld. Zij worden gekenmerkt door een grote variatie in literaire stijl en een sterke diversiteit van de beschreven personen. Men kan collectieve en individuele biografieën onderscheiden.
- Collectieve biografieën van regionale of plaatselijke hoogwaardigheidsbekleders droegen vaak titels als 'biografieën van ouderen' (qijiu zhuan) of 'biografieën van eerbiedwaardigen' (xianxian zhuan). Voorbeelden zijn 'biografieën van ouderen uit Chenliu' (Chenliu qijiu zhuan) door Su Lin uit het Koninkrijk Wei; 'biografieën van beroemde mensen uit de provincie Yi' (Yibu Qijiu Zhuan, 益部耆舊傳) door Chen Shou (233–297) uit het Koninkrijk Shu; 'biografieën van eerbiedwaardigen uit Chuguo' (Chuguo xianxian zhuan) door Zhang Fang uit de Jin-dynastie en 'biografieën van eerbiedwaardigen uit Runan' (Runan xianxian zhuan) door Zhou Fei uit de 3e eeuw. Uit dit genre kwamen later de regionale geografische handboeken (difangzhi, 地方志) voort.
- Individuele biografieën hadden in hun titel biezhuan (niet-officiële biografieën). Zij ontstonden aan het eind van de Han-dynastie en ontwikkelden zich vooral tijdens de periode van de Drie Koninkrijken. Toen onder de Tang de geschiedschrijving door de staat belangrijk werd, verdween dit genre grotendeels. Deze biografieën waren meestal samengesteld door verder anonieme auteurs.

#### Toegenomen belangstelling voor het buitenland
Tijdens de Tang-dynastie werden meer dan 40 werken samengesteld over de geschiedenis van buiten(landse) staten (waiguo) en de wereld (shijie), waaronder de Datang xiyuji (大唐西域記, Optekeningen uit de gebieden ten westen van de Grote Tang), samengesteld door de Boeddhistische monnik Xuanzang 602-664). De grote belangstelling voor het buitenland was het gevolg van de militaire bedreiging vanuit Noord- en Centraal-Azië sinds de 4e eeuw en van de culturele invloed die uitging van Centraal- en Zuid-Azië. Het Tang-rijk mag dan ook worden beschouwd als een kosmopolitische staat. Dit geldt zeker voor de hoofdstad Chang'an.

## Historiografische ontwikkeling, 960-1179
De Song-dynastie was een periode van grote culturele bloei en intellectuele activiteiten. Zo werden er meer dan 1300 historische werken samengesteld, dit is meer dan in enige andere dynastie (uitgezonderd de Qing-dynastie met 5478 werken). De belangrijkste historici waren: Xue Juzheng (912-981), Wang Pu (922-981), Yang Yi (947-1020), Wang Qinruo (962-1025), Song Qi (998-1061), Ouyang Xiu (1007-1072), Sima Guang (1019-1086), Zheng Qiao (1104-1162), Lu You (1125-1210), Zhu Xi (1130-1200) en Lu Zuqian (1137-1181).

### Benadrukking van het praktisch nut van geschiedenis
De Song-dynastie was een periode van grote economische en culturele bloei, maar tevens een periode van militaire zwakte. Er moest voortdurend worden gereageerd op bedreigingen door met name de Liao-dynastie van de Kitan en de Jin-dynastie van de Jurchen vanuit het noorden en de Westelijke Xia-dynastie van de Tangut vanuit het noordwesten. Die voortdurende noodzaak van aanpassing aan bedreigingen beïnvloedde het denken van de intellectuele elite over geschiedenis. Men keerde terug naar het oude idee dat geschiedenis vooral praktisch nut had. Geschiedenis liet de ontelbare facetten van het menselijk gedrag zien in samenhang met de natuurlijke omgeving en met maatschappelijke veranderingen. Hierdoor kon geschiedenis worden gebruikt als gids en vraagbaak bij alle handelingen die door intelligente en actieve burgers werden verricht. Geschiedschrijving diende daarom een belangrijke bezigheid te zijn voor elke intellectueel die als hoogste doel had de staat als ambtenaar te dienen. Die nadruk op het praktische nut van geschiedenis leidde onder de Song tot een nuchtere vorm van geschiedschrijving.

### Reikwijdte van de historische werken
De vraag hoe geschiedenis moest worden bestudeerd en gepresenteerd om op de beste wijze te kunnen dienen als handleiding voor menselijk handelingen, leidde tot twee verschillende soorten werk. Volgens een aantal historici moest geschiedschrijving zich beperken tot een bepaalde periode of tot slechts één thema. Een andere groep zag geschiedenis als een voortdurend bewegende stroom die daarom het best zo breed mogelijk en over een lange tijdsduur kon worden bestudeerd.

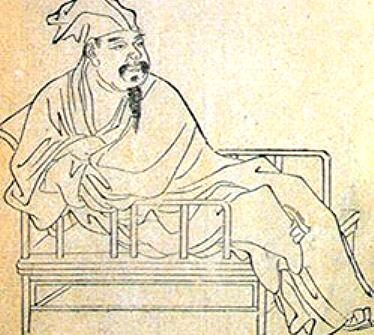
Ouyang Xiu, 1007-1072, behoorde tot de belangrijkste ambtenaren-literaten uit de Song-dynastie.

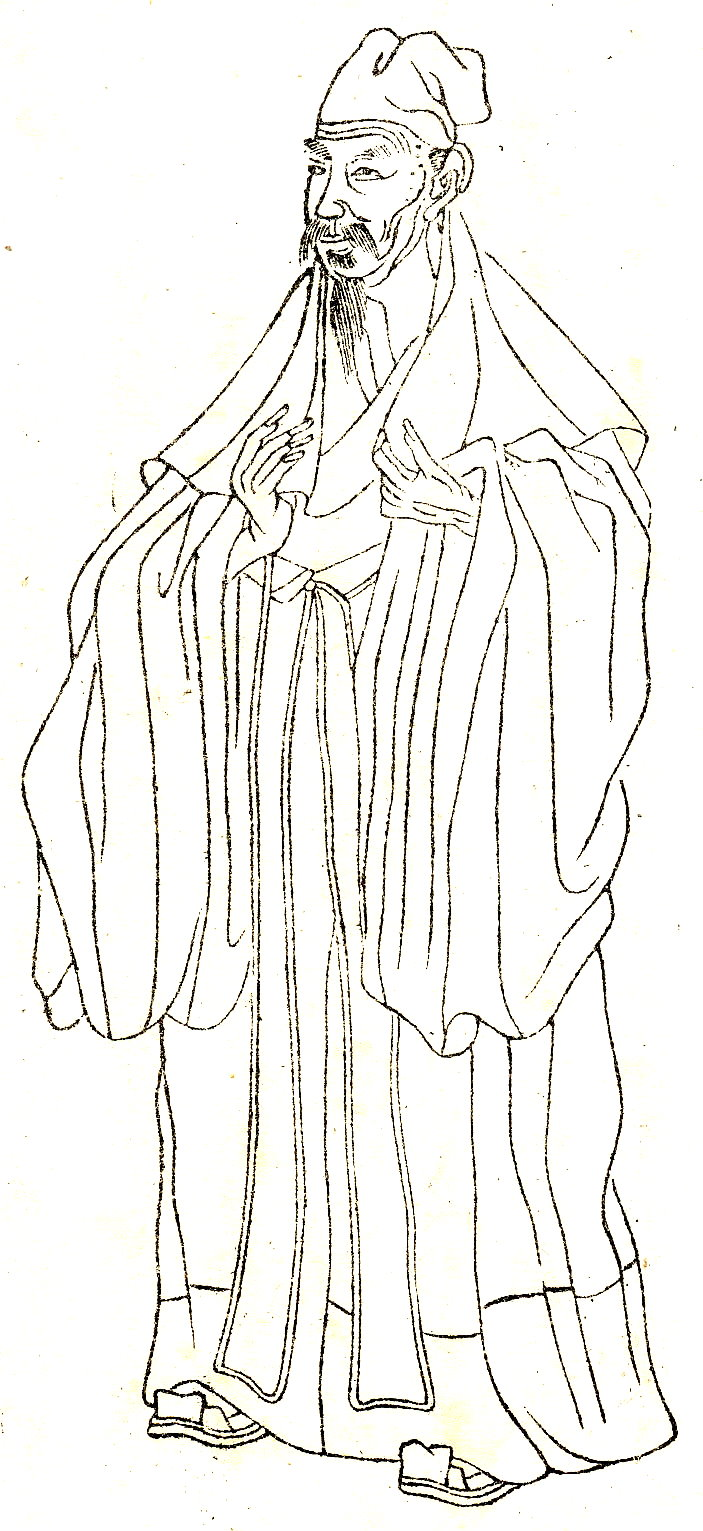
Sima Guang, 1019-1086, behoorde tot de belangrijkste klassieke Chinese historici.

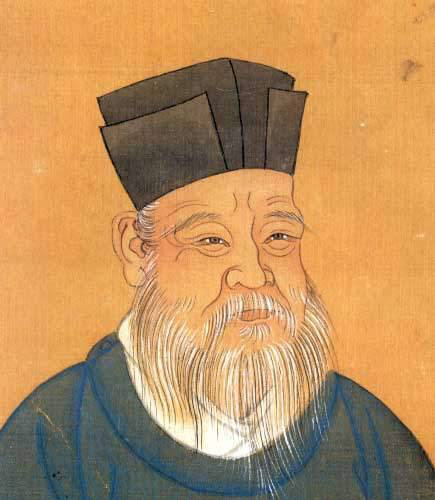
Zhu Xi (1130-1200)

Tot de eerste groep historici behoorden:
- Xue Juzheng (912-981) samensteller van de Oude Geschiedenis van de Vijf Dynastieën (Jiu Wudaishi).
- Ouyang Xiu (1007-1072), samensteller van een Nieuwe Geschiedenis van de Vijf Dynastieën (Xin Wudaishi)
- Song Qi (998-1061), samen met Ouyang Xiu de samensteller van het Nieuw Boek van de Tang (Xin Tangshu)
- Lu You (1125-1210) samensteller van de 'Geschiedenis van de zuidelijke Tang-dynastie' (Nantang shu), een werk in 18 juan dat de periode 937-975 omvatte.
- Lü Zuqian (1137-1181) met de 'Volledige geschiedenis van bestuurlijke systemen door de eeuwen heen'(Lida zhidu xiangshuo), bestaande uit 13 'juan'.
- Wang Pu (922-981) met 'Complete overheidsinstellingen van de Tang-dynastie' (Tang huiyao), een werk in 100 hoofdstukken.

Tot de tweede groep historici behoorden Zheng Qiao en Sima Guang.
- Zheng Qiao (1104-1062), stelde dat historici zo objectief mogelijk moesten zijn. Hij bestreed dan ook iedereen die geloofde in een hoger doel van geschiedenis of dat geschiedenis bestond uit het doen van beoordelingen op morele gronden. Tussen 1149 en 1161 schreef hij zijn 'Algemene verhandeling over instituties' (Tongzhi). Net als in de 'Doorlopende canon' (Tongdian) door Du You (735-812) werd in de Tongzhi de geschiedenis van de overheidsinstellingen beschreven. Het werk loopt van de vroegste periode tot en met de val van de Tang-dynastie in 907. Zheng Qiao volgde het model van de Shiji. De 200 juan zijn verdeeld over keizerlijke annalen, biografieën, erfelijke geslachten, chronologische tabellen, optekeningen van onafhankelijke koninkrijken en verhandelingen. De Tongzhi en de Tongdian vormen samen met de Wenxian tongkao ('Algemene geschiedenis van instituties na kritisch onderzoek van documenten en studies') door Ma Duanlin (c.1250-1325) de 'Drie encyclopedische geschiedenissen van instituties' (santong). Zij vormen het begin van de 'Tien encyclopedische geschiedenissen van instituties' (Shitong, 十通), een doorlopende geschiedenis van de Chinese overheidsinstituties tot en met 1912.
- Sima Guang (1019-1086) schreef tussen 1066 en 1084 zijn 'doorlopende spiegel tot hulp bij het bestuur' (Zizhi tongjian). Het werk vormde een op annalistische wijze samengestelde, doorlopende kroniek voor China voor de periode 403 v.Chr.-959 na Chr. en is daarmee (naast de Shiji) de tweede Chinese algemene geschiedenis. Per jaar werden op gedetailleerde maar strikt objectieve wijze de belangrijkste politieke en militaire gebeurtenissen vermeld. Uit de titel blijkt reeds dat volgens Sima Guang geschiedschrijving tot het politieke handelen behoorde. Geschiedenis kon dan ook alleen van nut zijn bij een zo compleet en objectief mogelijke presentatie. Hij maakte in het onderdeel 'verschil in onderzoek' (kaoyi, 考異) melding van gebeurtenissen waarover bewijzen uit historische bronnen van elkaar verschilden en paste hiermee bronnenkritiek in de vorm van tekstkritiek toe.

### Nieuw genre: geschiedenis als middel tot beïnvloeding (gangmu, hoofdlijnen en details)
In de Song-tijd had geschiedenis grote betekenis, omdat het werd gezien als handleiding voor menselijk handelen. Geleerden als Lu You (1125-1210) en vooral Zhu Xi (1130-1200) zagen hierdoor het belang van geschiedenis voor het onderwijs. Met geschiedenis kon zo het menselijk gedrag worden beïnvloed. Volgens Zhu Xi was geschiedenis een hemels ontwerp om de eeuwige rechtvaardigheid in al het menselijk handelen hoog te houden. Geschiedschrijving diende daarom niet te gebeuren vanuit een onbevooroordeeld standpunt, maar juist op een sterk moraliserende wijze. Vanuit zijn (neo-)confucianistische uitgangspunten stelde Zhu Xi de 'hoofdlijnen en details in de doorlopende spiegel' (Zizhi tongjian gangmu, 通鑑綱目) samen. De 294 hoofdstukken van de Zizhi tongjian werden door hem teruggebracht tot 59 hoofdstukken, waarbij de nadruk lag op een moraliserende beoordeling van de beschreven gebeurtenissen en personen. Toen later, tijdens de Ming- en Qing-dynastie, het confucianisme in de uitleg van Zhu Xi de orthodoxe leer werd, kreeg zijn boek de rol van standaardwerk voor de Chinese geschiedenis en werd tot in de 19e eeuw aangevuld met boeken in dezelfde gangmu-stijl.
Ook voor de westerse geschiedschrijving over China was het werk van Zhu Xi van belang. Het vormde, met een latere aanvulling, de basis voor Histoire générale de la Chine, ou Annales de cet Empire; Traduites du Tong-Kien Kang-Mou door Joseph Anne Marie de Moyriac de Mailla. Dit werk verscheen tussen 1777 en 1783 en omvatte uiteindelijk dertien delen. Het boek vormde de basis voor talrijke westerse overzichtswerken over de geschiedenis van China en heeft zo het historisch beeld over China in Europa tot in de 20e eeuw sterk beïnvloed.

### Nieuw genre: annalistisch overzicht van zaken in hun oorsprong en afloop (jishi benmo)

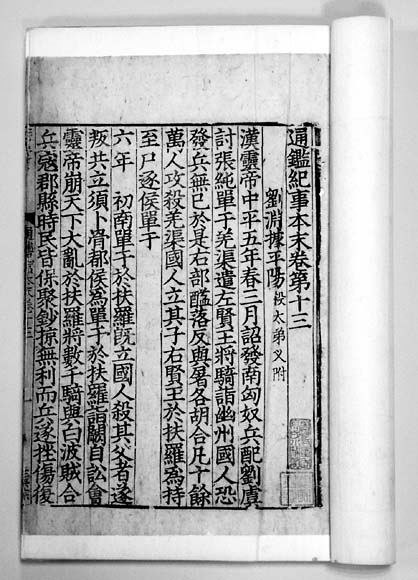
Pagina uit Tongjian jishi benmo

Tijdens de Song-dynastie ontstond een variant op de annalistische historiografie. In 1173 werd de Zizhi tongjian door Yuan Shu (袁樞, 1132-1205) uitgesplitst in 239 onderwerpen. Hij noemde zijn werk Tongjian jishi benmo (通鑒紀事本末, 'annalistisch overzicht van zaken van de doorlopende spiegel tot hulp bij het bestuur in hun oorsprong en afloop'). Dit werk gaf ook de naam aan het nieuwe genre, jishi benmo ( 紀事本末), 'annalistisch overzicht van zaken in hun oorsprong en afloop'. Tussen Song en het einde van de Qing-dynastie zijn binnen dit genre meer dan 110 werken samengesteld. Zo werden onder meer de belangrijkste dynastieke geschiedenissen omgezet in onderwerpen. Ook werd deze vorm gebruikt voor de officiële geschiedenissen van de militaire veldtochten (fanglüe, 方略) die tijdens de Qing-dynastie zijn samengesteld.

### Particuliere geschiedschrijving over de zittende dynastie: de Songdynastie
Sinds de 6e eeuw was het samenstellen van een geschiedenis van de zittende dynastie voorbehouden aan de overheid, waardoor de particuliere geschiedschrijving noodgedwongen beperkt bleef tot beschrijvingen van voorafgaande dynastieën. Vanwege het praktische nut dat geschiedenis zou hebben voor het bestuur, werd dit principe onder de Song-dynastie losgelaten. Dit leidde tot een groot aantal door particulieren samengestelde historische werken over de Song-dynastie. Met name de mislukkingen in de relaties die de Song hadden met de noordelijke buurvolkeren werden geanalyseerd. Door de ontwikkeling van de boekdrukkunst raakten die werken snel bekend onder de intellectuele bovenlaag en konden historici onder de Song uitgroeien tot invloedrijke critici op het bestuur. Twee typische werken binnen dit genre waren:
- de 'betrekkingen tussen Song en Jing gedurende de drie regeringen van de Hui, Qin en Gao Keizers' (Sanchao beimeng huibian), samengesteld door Xu Mengxin (1124-1205). Hij voltooide zijn werk in 1194 en behandelde de relatie tussen Song en de Jin-dynastie van de Jurchen (1115-1234) gedurende de periode 1117-1162. Xu wilde met zijn werk de oorzaken van de mislukkingen in die relatie duidelijk maken.
- 'Aanvullende opmerkingen over de nationale politiek van het hof naar de regio's' (Jianyan yilai chaoye zaji) door Li Xinchuan (1164-1234), die zijn boek in 1216 voltooide. Het werk beschrijft de geschiedenis van de overheidsinstellingen voor de periode 1127-1216. Hoewel de indeling thematisch is, ligt de nadruk op concrete situaties.

## Historiografische ontwikkeling, 1179-1368

### Semi-officiële werken
Onder de Yuan-dynastie werden relatief weinig historische werken samengesteld. De belangrijkste officiële werken waren de drie dynastieke geschiedenissen de Songshi, Liaoshi en Jinshi. Zij zijn in zeer korte tijd samengesteld (1343-1345) en volgden de structuur van de eerder samengestelde dynastieke geschiedenissen. Onder de Ming en Qing werden ze beschouwd als slordig samengestelde werken vanwege de vele weglatingen en de slechte schrijfstijl.
Andere officiële werken waren geschriften zoals de 'Optekening van de heilige oorlogen van de verheven Yuan-keizer' (Huangyuan shengwu qinzhenglu, 皇元圣武亲征录). Dit werk beschrijft de veldtochten van Dzjengis Khan en was gebaseerd op de Mongoolse hofkroniek Altan Debter, het 'Gouden boek', dat ook de basis vormde voor de Geheime geschiedenis van de Mongolen, Menggu mishi, 蒙古秘史).
Behalve officiële werken waren er ook werken samengesteld door individuele schrijvers. Die geschriften kunnen echter beter worden beschouwd als semi-officiële werken dan als particuliere geschiedschrijving, omdat de samenstellers door hun hoge politieke functies beperkt waren in hun vrijheid van schrijven. Belangrijke werken waren:
- 'Biografische schetsen van functionarissen van de huidige dynastie' (Guochao mingchen shilüe 國朝名臣事畧) door Su Tianjue (蘇天爵, 1294-1352). Dit werk bevat biografieën van 47 generaals en belangrijke ambtenaren uit de vroege Yuan-tijd en vormde de basis voor de biografieën in de Yuanshi.
- 'Bloemlezing van de huidige dynastie' (Guochao wenlei, 國朝文類), eveneens samengesteld door Su Tianjue. Dit werk bevat teksten van belangrijke documenten, waaronder beschrijvingen van veldtochten tegen opstandige volkeren in het zuidwesten (zoals Yunnan en Birma).
- 'Verovering van de Song' (Pingsong lu, 平宋錄) door Liu Minzhong (劉敏中, 1243-1318). Ook dit werk behoort feitelijk tot de officiële geschiedschrijving.

### Wenxian tongkao
Van een geheel andere orde was de 'Algemene geschiedenis van instituties na kritisch onderzoek van documenten en studies' (Wenxian tongkao) door Ma Duanlin (c.1250-1325), voltooid in 1307. Ma beschreef de ontwikkeling van de Chinese instituties van de vroegste tijden tot 1224. Hij verdeelde zijn werk in 24 categorieën, zoals het belastingsysteem, het geldwezen, militaire zaken en relaties met het buitenland. Hij voorzag de gebeurtenissen na hun vermelding van eigen commentaar. Volgens hem waren corruptie en wanbestuur de oorzaken van de val van de Song-dynastie. Net als Zheng Qiao uit de Song-tijd, benadrukte ook Ma Duanlin de noodzaak van objectieve presentatie en het schrijven van een zo breed en algemeen mogelijke geschiedenis.
De Wenxian tongkao wordt samen met de 'Doorlopende canon' (Tongdian) door Du You (735-812) en de 'Algemene verhandeling over instituties' (Tongzhi) door Zheng Qiao (1104-1162) gerekend tot de 'Drie encyclopedische geschiedenissen van instituties' (santong). Zij vormen het begin van de 'Tien encyclopedische geschiedenissen van instituties' (Shitong, 十通), een doorlopende geschiedenis van de Chinese overheidsinstituties tot en met 1912.

## Historiografische ontwikkeling, 1368-1644

### Betekenis van geschiedschrijving gelijk aan die van de Confucianistische Klassieken

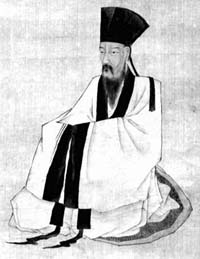
Wang Yangming (1472-1529) legde de nadruk op intuïtief verkregen kennis

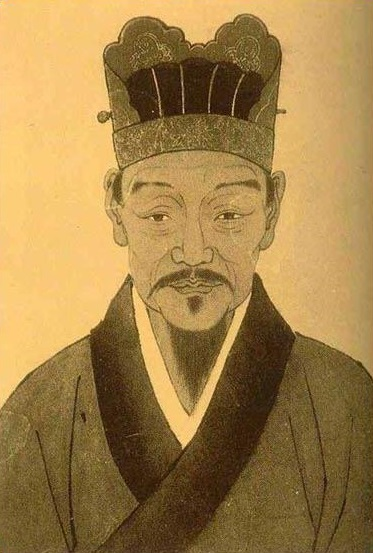
Li Zhi (1527-1602), controversieel filosoof uit de late Ming-tijd

Tijdens de Ming-dynastie won de opvatting terrein dat betekenis en invloed van geschiedenis gelijk zou zijn aan die van de Confucianistische Klassieken, in de neocunfucianistische interpretatie. Op die manier zou geschiedschrijving al vanaf de allervroegste tijd zeer invloedrijk geweest. Wang Yangming (1472-1529) stelde dat de (zes) klassieken oorspronkelijk historische werken (liujing jieshi, 六經皆史, 'zes klassieken, allemaal geschiedenis') waren, die de geschiedenis beschreven tot en met het einde van de Zhou-dynastie. Deze visie werd nader uitgewerkt door Wang Shizen (1526-1590) in zijn 'Verhandeling over de Klassieken, de geschiedenis, de filosofie en de literatuur' (Yanzhou shanren sibu gao, 弇州山人四部稿) uit 1576 en door de controversiële Li Zhi (1527-1602) in zijn 'Verzameld werk' (Fenshu) uit 1590.

### Toegenomen belang van biografieën
Tijdens de Ming-dynastie trad de opvatting dat geschiedenis werd gemaakt door mensen sterk op de voorgrond. Men volgde zo een reeds tijdens de Songtijd zichtbare tendens. Dit betekende ook dat daden van mensen centraal dienden te staan in de geschiedschrijving. Er verschenen tussen 1368 en 1644 meer dan 200 verzamelingen van biografieën en meer dan 250 verzamelingen van autobiografieën. De meest opvallende verzamelingen waren samengesteld door Li Zhi (1527-1602):
- 'De Verborgen boeken' (Cangshu), bevatte kritische biografieën van 800 historische personen die leefden tussen de 5e eeuw v.Chr en 1368.
- 'Een vervolg op de verborgen boeken' (Xu Cangshu), bevatte 400 biografieën van personen die leefden tussen het begin van de 14e eeuw tot 1572, dat wil zeggen de Ming-tijd.

Li Zhi baseerde zijn biografieën op de klassieke Confucianistische werken en op de dynastieke geschiedenissen. Volgens hem waren de beoordelingen van de in die werken beschreven gebeurtenissen en personen gedaan vanuit de normen en waarden van de toenmalige samenstellers. Die golden volgens Li Zhi uitsluitend voor die tijd. Beoordelingen uit het verleden dienden dan ook te worden aangepast aan de hedendaagse normen en waarden. Ter verduidelijking maakte hij personen die traditioneel als verdorven golden in zijn biografieën juist tot helden. Hij leverde zo kritiek op de gangbare Confucianistische ideeën over geschiedenis en trok zelfs de onaantastbare positie van Confucius in twijfel. Li Zhi werd wegens ketterij gevangengenomen en pleegde in 1602 zelfmoord. Vanwege zijn kritiek op Confucius volgde in de Volksrepubliek rehabilitatie.

### Particuliere geschiedschrijving over de zittende dynastie: de Mingdynastie
Tijdens de Mingperiode verschenen meer dan 350 door particulieren samengestelde werken over de Mingdynastie, dat wil zeggen de zittende dynastie. Hiermee werd de trend uit de Songdynastie voortgezet. Zij volgden naar vorm de officiële dynastieke geschiedenissen, maar liepen door tot vlak voor het moment van publicatie. Politieke gebeurtenissen werden niet alleen beschreven, maar ook bekritiseerd en geïnterpreteerd. Belangrijke werken in deze categorie waren:
- 'Veelomvattende geschiedenis van de Mingdynastie' (Huang ming shi gai) door Zhu Guozhen (1557-1632?). Het werk verscheen in 1632 en behandelde de periode 1368-1627.
- 'Verzameling van verhandelingen over de Ming-geschiedenis' (Yenshan tang bieji) door Wang Shizen, verscheen in 1590. De behandelde periode eindigde in 1589.
- 'Een niet ter goedkeuring voorgelegde geschiedenis van de Ming-periode' (Mingshi qie) door Yin Shouheng (1552?-1634?). Dit werk verscheen in 1634, de behandelde periode eindigde rond 1600.

## Historiografische ontwikkeling, 1630-1700

### De overgangsperiode van Ming naar Qing
Tijdens de overgang van de Ming- naar de Qingdynastie verschenen meer dan 1100 door particulieren samengestelde werken. De samenstellers analyseerden in hun geschriften de val van de Ming, de opkomst van de Mantsjoes, de mislukte vestiging van een eigen dynastie door de leiders van de boerenopstand en de individuele positie van functionarissen tijdens de overgangsperiode van Ming naar Qing. Deze grote hoeveelheid geschriften kan worden ingedeeld in drie categorieën:
- geschiedenis van de Ming-dynastie
- de overgangsperiode van Ming naar Qing
- biografieën

#### Werken over de Ming-dynastie uit de overgangsperiode
Karakteristieke werken uit deze categorie waren:
- 'Kritische geschiedenis van de [Ming]dynastie' (Guoque) door Tan Qian (1593-1658), voltooid in 1653. Tan beschreef de periode 1328-1645, waarbij de gebeurtenissen op annalistische wijze per jaar, per maand en vervolgens per dag werdend geordend. Het werk valt op door de objectieve beschrijving van de gebeurtenissen en het bijtend commentaar dat daaraan werd toegevoegd.
- 'Geschiedenis van de Ming-dynastie' (Zuiwei lu) door Zha Jizuo (1610-1676), voltooid rond 1670. Dit werk volgde de vorm van de officiële dynastieke geschiedenis (annalen-biografieën). Zha beschreef de geschiedenis van de Ming vanaf de vestiging van de dynastie in 1368 tot aan 1663, toen in Zuid-China de laatste Mingtroepen door de Qing werden verslagen. Het werk wordt tot de meest complete door particulieren samengestelde dynastieke geschiedenis van de Ming gerekend. Opmerkelijk in dit werk is de beschrijving van de geschiedenis van de Ming zonder dat politieke standpunten van de Qing worden vermeld.

#### Analyse van de overgangsperiode van Ming naar Qing
Tot de belangrijkste geschriften die deze periode analyseren behoren:
- Twee werken door Ji Liuqi (1622-na 1687), de 'Optekeningen van de Late Ming uit het noorden' (mingji beilue) en de 'Optekeningen van de Late Ming uit het zuiden' (mingji nanlue). Beide werken verschenen in 1671 en vormden een combinatie van annalen en verhandelingen. In de Optekeningen uit het noorden werden 674 onderwerpen uit de periode 1595 tot en met het midden van 1644 behandeld. De Optekening uit het zuiden bevatte 446 onderwerpen uit de periode midden 1644 tot en met 1665. Volgens Ji Liuqi was de val van de Mingdynastie het gevolg van het ontbreken van bekwame ministers en generaals, interne factiestrijd, corruptie, invloed van eunuchen, natuurrampen, binnenlandse opstanden en de aanval van de Mantsjoes.
- 'Geschiedenisboek opgeborgen in een stenen kist' (Shigui shu houji) door Zhang Dai (1597-1684), verscheen rond 1670 en behandelde de periode 1627-1663. Het werk was geschreven in de stijl van de dynastieke geschiedenissen. De hoofdstukken zijn verdeeld in keizerlijke annalen, erfelijke geslachten (keizerlijke prinsen) en 57 biografieën. Volgens Zhang was de val van de Ming niet te wijten aan wanbestuur van de laatste Mingkeizer, maar aan corrupte eunuchen onder leiding van Wei Zhongxian (1568-1627). Na diens uitschakeling kon de neergang van de Ming niet meer worden tegengegaan, noch door Tianqi, de voorlaatste keizer (regeerde 1621-1627), noch door Chongzhen, de laatste keizer (regeerde 1627-1644), de laatste keizer. Hij week daarmee af van het traditionele beeld dat de val van een dynastie steeds te wijten was aan wanbestuur van de laatste keizer.

#### Biografieën
Talrijke biografieën moesten duidelijk maken wie in de overgangsperiode van Ming naar Qing de helden waren en wie de schurken. De aard van de levensbeschrijvingen was zeer divers: nationaal stond tegenover regionaal, individueel tegenover collectief en moralistisch tegenover reëel. Een opvallend geschrift uit deze categorie was:
- 'Optekening van helden die omkwamen tijden het Ming-bestuur' (Guoshou lu), samengesteld door Zha Jizuo rond 1650. In het werk werden 209 personen beschreven die tussen 1644 en 1650 omkwamen bij de verdediging van de Ming-dynastie.

### Nieuw genre: ideeëngeschiedenis

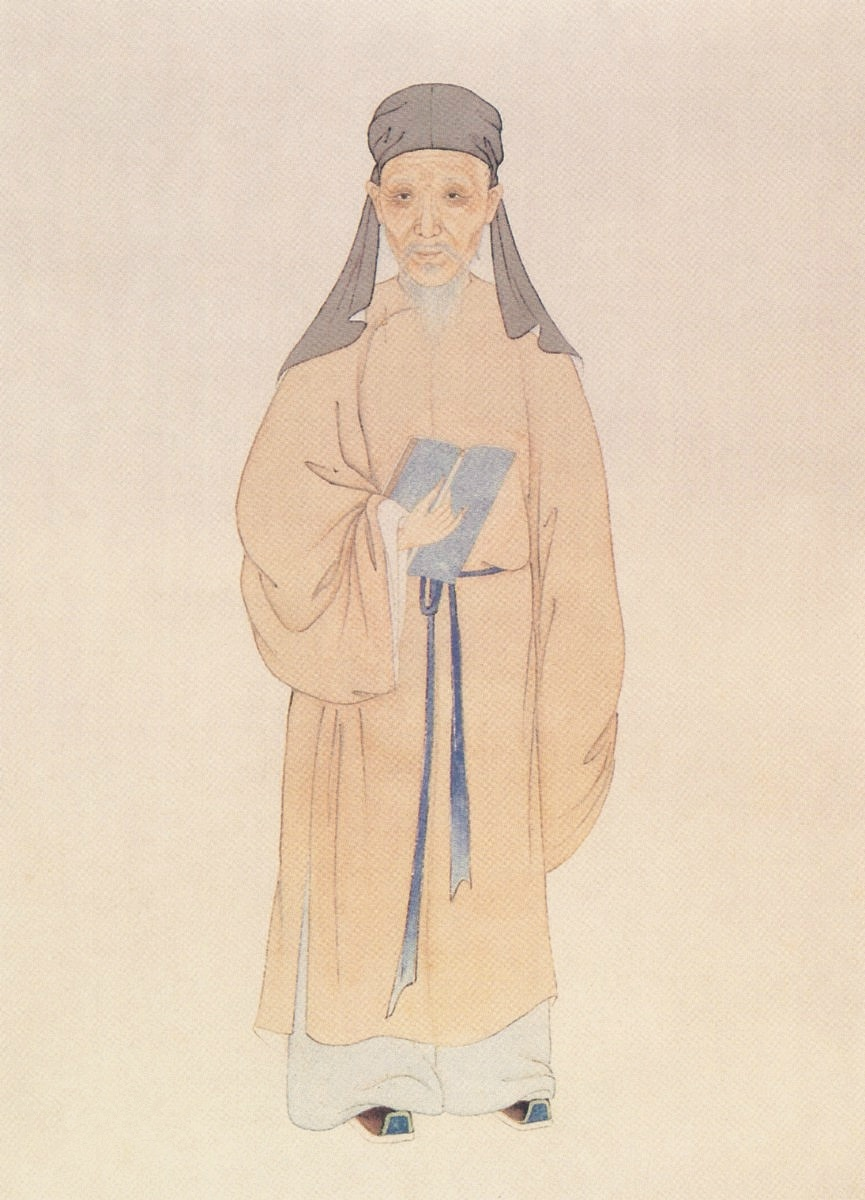
Huang Zongxi (1610-1695)

In 1676 verscheen in China het eerste werk dat volledig was gewijd aan ideeëngeschiedenis, namelijk de door Huang Zongxi (1610-1695) samengestelde 'Optekeningen van de leer van Ming-geleerden' (Mingru xue'an). Volgens Huang Zongxi moest filosofisch denken zijn gebaseerd op een grondige kennis van de ideeën van eerdere denkers. In zijn werk plaatste hij meer dan 200 denkers uit de Mingtijd in 19 verschillende scholen. Van elke school werd aangegeven hoe die was ontstaan en hoe de overdrachtslijnen hadden gelopen. Vervolgens kreeg elke denker een eigen biografie, waarin behalve zijn levensloop ook zijn leerstellingen werden vermeld. Dit laatste gebeurde door het citeren van kenmerkende passages uit zijn geschriften. Quan Zuwang (1705-1755) zette de manier van werken van Huang Zongxi voort door het samenstellen van 'Optekeningen over het denken onder de Song en Yuan' (Song Yuan xue'an). Quan onderscheidde voor die periode in totaal 91 verschillende filosofische scholen. Op het moment van zijn overlijden was zijn werk nog niet voltooid. Na te zijn aangevuld met de nog ontbrekende acht scholen en na te zijn herzien werd het boek voor het eerst gedrukt in 1838. Nog steeds vormen deze twee werken de basis voor veel historische overzichten van de Chinese filosofie.
In de 19e eeuw verscheen een aantal werken waarin de ideeëngeschiedenis van de Qingperiode werd behandeld. Belangrijk waren:
- 'Een korte geschiedenis van het denken onder de zittende [Qing-]dynastie' (Guochao xue'an xiaoshi) uit 1845, samengesteld door Tang Jian (1778-1861).
- 'Biografieën van de grote meesters van de Han-studiën onder de zittende [Qing-]dynastie' (Guochao Hanxue shicheng ji) uit 1812 en 'Biografieën van de grote meesters van het Song-denken onder de zittende [Qing-]dynastie' (Guochao Songxue yuanyuan ji). Beide werken waren samengesteld door Jiang Fan (1761-1851).
- 'Discussies over het belang van de Han-studiën' (Hanxue shangdui), samengesteld door Fang Dongshu (1772-1851). Het eerste deel verscheen in 1824, het tweede in 1838.

### Historische kritiek: Wang Fuzhi en Gu Yanwu

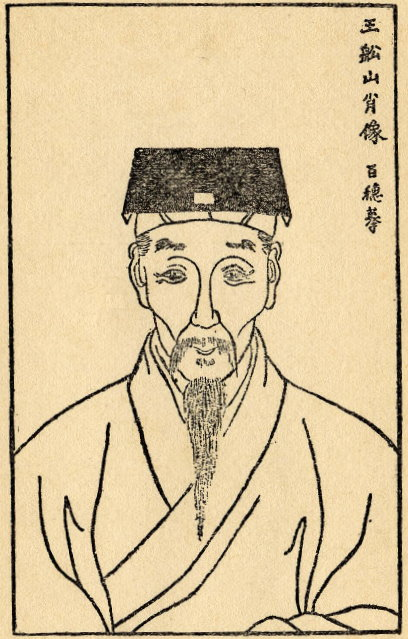
Wang Fuzhi (1619-1692))

#### Theorievorming over geschiedenis en geschiedschrijving in de 17e eeuw
Vanuit hun zoeken naar de oorzaken van de val van de Mingdynastie kwamen Wang Fuzhi (1619-1692) en Gu Yanwu (1613-1682), twee Ming-loyalisten, tot een eigen visie op de aard van geschiedenis. Zij reageerden op de intuïtieve interpretatie van het Confucianisme door Wang Yangming (1472-1529), die tijdens de laatste fase van de Mingdynastie veel aanhang had. Door zich bezig te houden met speculatieve filosofie hadden de Ming-geleerden te weinig belangstelling gehad voor het patroon van de geschiedenis. Zij waren daardoor niet in staat geweest het Mingrijk van de ondergang te redden. Volgens Wang en Gu kon het heden alleen worden begrepen vanuit een uitgebalanceerde kennis van het verleden die was verkregen door concreet empirisch onderzoek. Slechts vanuit een goed begrepen heden konden zinvolle plannen voor de toekomst worden gemaakt.

#### Wang Fuzhi
Wang Fuzhi pleitte voor een vorm van inleving tijdens het beschrijven van een historische gebeurtenis. Staatsinstellingen en maatschappelijke gewoonten waren aan veranderingen onderhevig. Er diende daarom rekening te worden gehouden met de specifieke situatie van de tijd en van de omstandigheden waaronder de gebeurtenis had plaatsgevonden. Zij mochten niet worden beoordeeld in brede, algemene termen. In zijn Dutong jianlun ('Over het lezen van de zizhi tongjian') en zijn Songlun ('Over de geschiedenis van de Song') beoordeelde hij op die manier de belangrijkste personen en historische gebeurtenissen voor de periode 403 v.Chr tot 1279 na Chr.

#### Gu Yanwu
Gu Yanwu stelde in zijn 'Aantekeningen van de per dag vergaarde kennis' (Rizhi lu) dat de historicus bij het verzamelen van gegevens zich ervan diende te overtuigen dat zijn bronnen niet vervalst waren. Ook moest hij onderscheid maken in primaire en secundaire bronnen. Voordat hij een gebeurtenis of persoon ging beoordelen moest hij zo veel mogelijk bronnen verzameld hebben. Hij mocht zich bij de beoordeling alleen laten leiden door de feiten, niet door subjectieve toevoegingen. Ten slotte moest bij een gebeurtenis behalve met de feitelijke ontwikkeling ook rekening worden gehouden met de oorzaken en gevolgen.

## Historiografische ontwikkeling, 1700-1900
Tussen 1644 en 1912 zijn zeker 5478 historische werken verschenen, dat is meer dan onder enige andere Chinese dynastie. Op historiografisch gebied zijn er in de 18e en de eerste helft van de 19e eeuw twee ontwikkelingen te onderscheiden, de samenstelling van grote compilatie-werken en de bloei van de 'School van de Tekstkritiek'.

### Grote compilatiewerken
In opdracht van de Qingkeizers werd eerder vergaarde kennis vastgelegd in grote verzamelwerken. De belangrijkste waren:

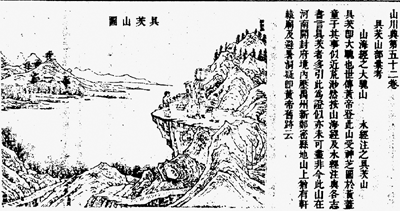
Pagina uit de Gujin Tushu jicheng, de grootste gedrukte encyclopedie ooit

- Volledige verzameling van geschriften uit verleden en heden (Gujin Tushu jicheng, 古今圖書集成), de grootste gedrukte traditionele Chinese encyclopedie ooit. De compilatie was begonnen door Chen Menglei (陳夢雷, 1651-1723?) en werd later overgenomen door de overheid. Het werk is voor het eerst gedrukt in 1728.
- De Complete geschriften in de vier kluizen [van de keizer] (Siku quanshu) kwam tot stand tussen 1772-82. Een beredeneerde catalogus van de gehele overgeleverde literatuur, zowel uit de paleisbibliotheek als uit privé-collecties. De belangrijkste 3461 werken werden in hun geheel gekopieerd. In de werken werd censuur toegepast door de verwijdering van passages waarin de Mantsjoes negatief werden omschreven. Historiografisch leidde dit werkt tot de ontdekking en reconstructie van talrijke op dat moment vergeten historische werken.
- De Canon van schrifttekens van de Kangxi-periode (Kangxi zidian, 康熙字典, het "Kangxi-woordenboek"), uitgegeven in 1716. Dit woordenboek bevat 47.035 karakters met voor elk karakter uitspraak en betekenis. Onder de redacteurs bevonden zich Zhang Yushu (張玉書, 1642-1711) en Chen Tingjing (陳廷敬, 1639-1712).
- De naar rijm gerangschikte schatkamer [van meerlettergrepige frasen] uit het Peiwen-studeervertrek (Peiwen yunfu, 佩文韻府), een thesaurus van combinaties van twee en drie karakters uit 1711, samengesteld onder redactie van Zhang Yushu (die ook medesamensteller was van het Kangxi-woordenboek.
- De complete Tang-gedichten (Quan Tang shi, 全唐詩), voltooid in 1707. Een verzameling van bijna 50.000 gedichten van ongeveer 2200 Tang-dichters. De verzameling werd in 1705 samengesteld onder leiding van Peng Dingqiu (彭定求, 1645-1719).
- Het complete Tang-proza (Quan Tang wen, 全唐文), voltooid in 1814 onder leiding van Dong Hao (董誥, 1740-1818).
- Het complete proza van de hoge oudheid, de Drie Dynastieën, de Qin en de Han, de Drie Koninkrijken en de Zes Dynastieën (Quan shanggu Sandai Qin Han Sanguo Liuchao wen, 全上古三代秦汉三国六朝文), voltooid in 1836 onder leiding van Yan Kejun (嚴可均, 1762-1843).

### Literaire inquisitie onder de Mantsjoes
Tegelijk met de samenstelling van de grote compilatiewerken vond er vanaf de 18e eeuw een literaire inquisitie plaats. Die bereikte haar dieptepunt in de jaren 1770 -1790, onder de Qianlong Keizer (1736-1795), maar bleef, zij het minder hevig, doorgaan tot in het midden van de 19e eeuw. Oude geschriften werden gecontroleerd op passages waarin op negatieve wijze werd geschreven over de oude stamverbanden van de noordelijke steppevolkeren, met name de Mantsjoes, Jurchen, Kitan, Tangut en Mongolen. Soms werden alleen de gewraakte passages verwijderd, vaak werd het boek compleet vernietigd, samen met de, vaak eeuwenoude, houten drukblokken. De samenstellers of hun nakomelingen werden gestraft door ze met hun familieleden te verbannen, tot slaaf te maken of zelfs te executeren. Wu Zhefu (吴哲夫), een historicus uit de Volksrepubliek, heeft in 1969 een lijst samengesteld met 3500 door de Qing vernietigde werken. Vanwege dit voor intellectuelen repressieve klimaat kozen veel geleerden in de 18e en 19e eeuw voor een veilige vorm van onderzoek en begonnen oude geschriften te analyseren. Deze vorm van onderzoek, die bekend stond als de School van de tekstkritiek werd wél gesteund door de Qing-keizers.

### School van de 'Tekstkritiek'

#### Ontstaan

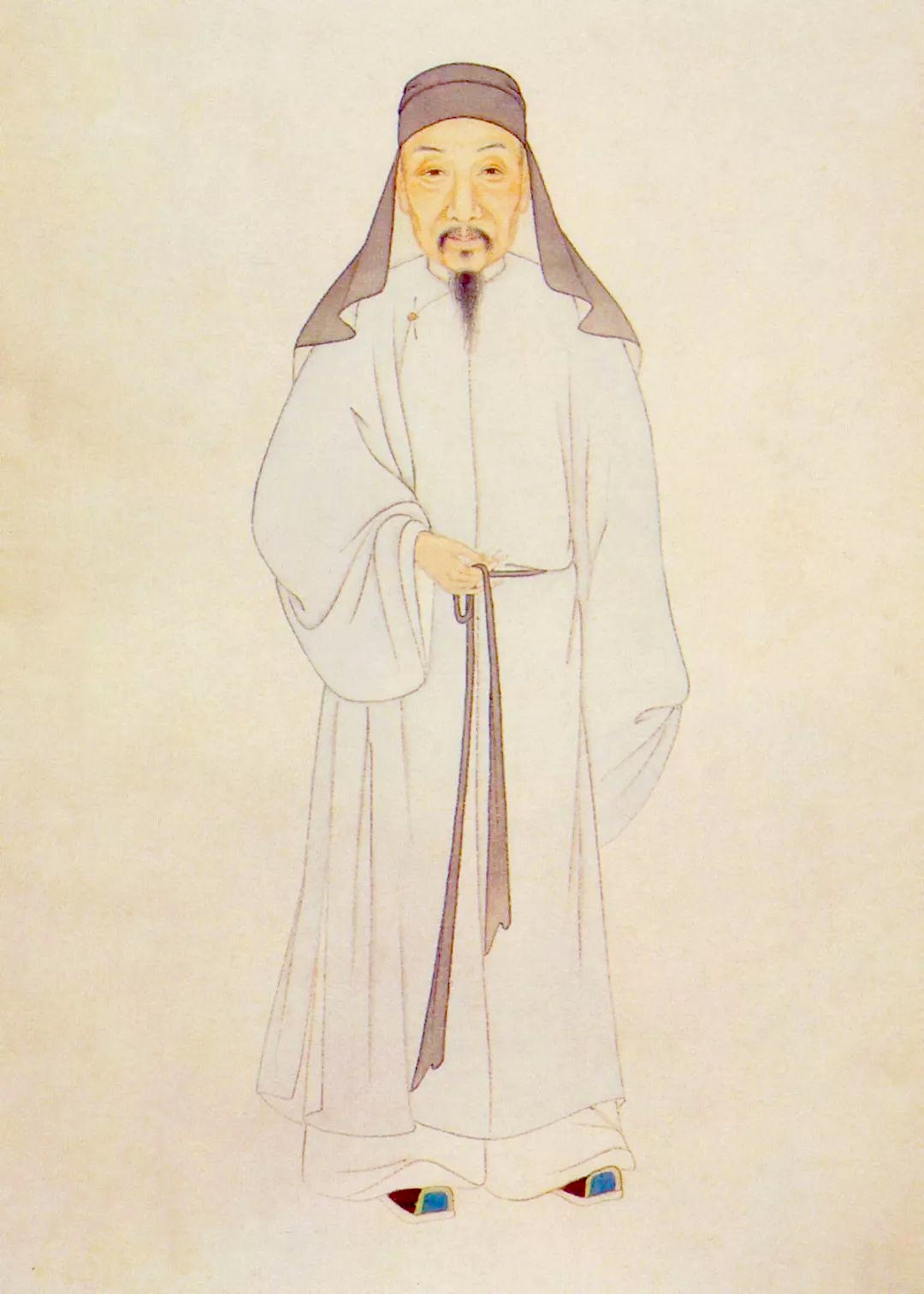
Gu Yanwu (1613-1682), grondlegger van de 'School van de Tekstkritiek'

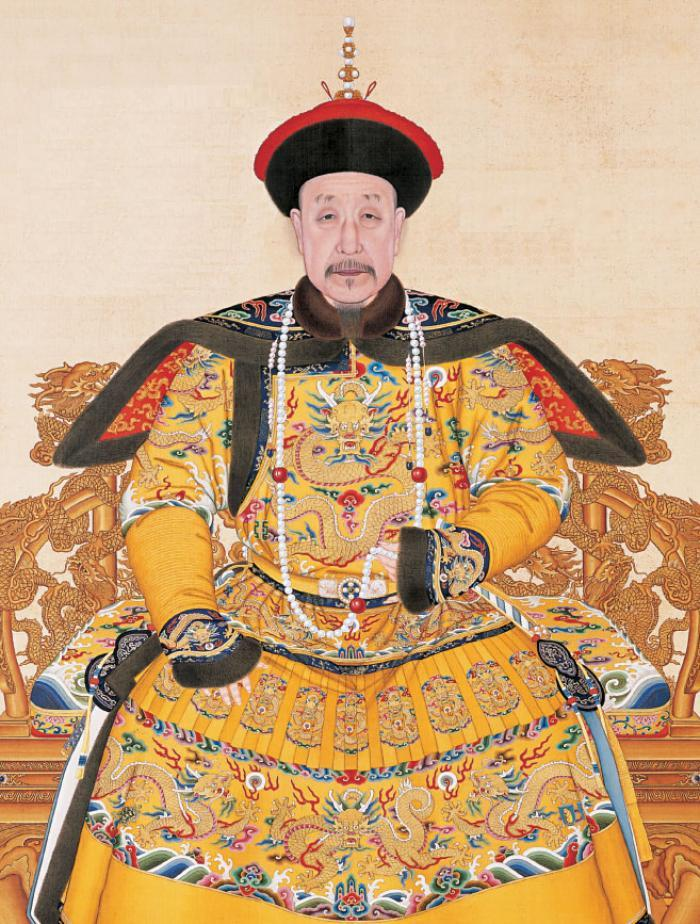
De Qianlong Keizer (1736-1795), verantwoordelijk voor een literaire inquisitie, maar ook Siku quanshu

In de tweede helft van de 17e eeuw ontstond een denkrichting die de oorspronkelijke tekst van de Confucianistische Klassieken opnieuw wilde benadrukken. Deze nieuwe benadering sloot aan bij de samenstelling van de grote compilatiewerken in de 18e eeuw, maar begon feitelijk al met de Ming-loyalist Gu Yanwu (顧炎武, 1613-1682). Hij bekritiseerde in zijn Aantekeningen van de per dag vergaarde kennis (Rizhilu, 日知錄) het intuïtieve denken dat Wang Yangming (王陽明, 1472-1529) in het Confucianisme had gebracht en noemde de bezigheden van zijn aanhangers lege gesprekken. Gu verzette zich echter ook tegen de starheid van de neoconfucianistische orthodoxie. Bij de ambtenarenexamens werd kennis van de Klassieken op verkeerde wijze getoetst, waardoor ze ook verkeerd werden bestudeerd. Om de confucianistische klassieken echt te kunnen begrijpen moesten ze worden ontdaan van de commentaren uit de Song- en Mingtijd en diende men terug te keren naar de Han-tijd. Volgens Gu Yanwu moest een studie van de klassieken worden voorafgaan door filologisch, taalkundig en historisch onderzoek. Zelf maakte hij in dit kader een reconstructie van de uitspraak van het Oud Chinees en stelde een werk samen over historische geografie (Zhaoyuzhi, 肇域志). Hij wordt dan ook beschouwd als de eigenlijke grondlegger van de School van de Tekstkritiek (Kaoju Xue, 考據學), ook bekend onder de naam 'Empirische School' (Kaozheng Xue, 考證學) of 'School van de Han-studiën' (Han Xue, 漢學).

#### Onderzoeksresultaten
Met betrekking tot de klassieke werken en de dynastieke geschiedenissen ging de 'School van de tekstkritiek' verder dan het uitsluitend annoteren en becommentariëren van oude werken. Men stond vanaf het begin sceptisch tegenover aannames en men twijfelde aan de traditionele uitleg van de klassieke teksten. Er werd onderzoek gedaan naar later ingevoegde, mogelijk vervalste teksten. De belangrijkste resultaten met betrekking tot de traditionele historische werken werden bereikt door:
- Yan Ruoqu (閻若璩, 1636-1704). Hij toonde in zijn Onderzoek naar de oude tekstversie van de documenten van Shang (Shangshu guwen shuzheng, 尚書古文疏証) overtuigend aan dat de 26 oude tekst-hoofdstukken van het Boek der Documenten vervalsingen uit de 4e eeuw na Chr. waren.
- Cui Dongbi (崔東壁, ook bekend als Cui Shu, 崔述, 1740-1816) analyseerde in zijn Onderzoek naar de echtheid van enkele belangrijke kwesties uit de oude geschiedenis (kaoxinlu, 考信錄) in hoeverre Confucius daadwerkelijk de samensteller was van de aan hem toegeschreven werken, zoals de Lente- en Herfstannalen, het Boek der Liederen en de Tien vleugels.
- Jiang Yong (1681-1762). Zijn studies over rijm en uitspraak maakten een reconstructie van de teksten uit de oudheid mede mogelijk.
- Met betrekking tot de officiële dynastieke geschiedenissen werd onderzoek verricht door:
  - Wang Mingsheng (王鳴盛, 1722-1797) met zijn Kritische studie van de zeventien dynastieke geschiedenissen (Shiqishi shanque, 十七史商榷) uit 1788.
  - Zhao Yi (1727-1761, 趙翼) met Aantekeningen over de 22 dynastieke geschiedenissen (Nian'er shi zhaji, 廿二史箚記) uit 1795.
  - Qian Daxin (1728-1804) was de samensteller van Over de ongerijmdheden in de 22 dynastieke geschiedenissen (Nian'er shi kaoyi, 廿二史考異) uit 1797.

Nevenresultaat van het samenstellen van de grote compilatiewerken en het onderzoek van de 'School van de Tekstkritiek' was de herontdekking en reconstructie van tal van vaak lang verloren gewaande werken. Uiteindelijk ging het oorspronkelijke doel van de school echter verloren en ontaardde de tekstkritiek in pedanterie en haarkloverij over teksten. In de loop van de 19e eeuw groeide de ontevredenheid over deze wijze van studie. Een aantal praktisch ingestelde geleerden zocht binnen het Confucianisme liever naar oplossingen voor de toegenomen maatschappelijke en politieke problemen. In verband met de confrontatie met de Europeanen vonden zij kennis van de westerse landen en het verdedigen van de grenzen belangrijker.

### Zhang Xuecheng (1738-1801)
Zhang Xuecheng (1738-1801) schreef tussen 1772 en 1800 zijn 'Algemene betekenis van Literatuur en Geschiedenis' (Wenshi tongyi). Net als de 1000 jaar eerder door Liu Zhiji (661-721) samengestelde Shitong was ook dit werk volledig gewijd aan de geschiedschrijving. De Wenshi tongyi bevat 122 verhandelingen over de aard van geschiedenis, methodologie van de geschiedschrijving en mogelijkheden voor het benutten van historische kennis.
Zhang Xuecheng schreef in feite een metafysica van de geschiedenis. Geschiedenis was de optekening van menselijke handelingen uit het verleden. De kracht (dao) die de geschiedenis liet voortbewegen bestond uit de voortdurende onderlinge beïnvloeding van samenleving en natuur. Het belangrijkste kenmerk van geschiedenis was verandering. Door de voortdurende veranderingen was het patroon van de geschiedenis er een van vooruitgang. Elke tijd had in dit proces van vooruitgang zijn eigen kenmerken. Het is daarom zinloos om te streven naar herstel van instituties en omstandigheden uit de klassieke tijd. Het is veel belangrijker om de principes van de verandering zelf te achterhalen. Die blijven steeds geldig en die kunnen daadwerkelijk dienen als leidraad voor het heden. Alleen in dat opzicht vormde het leren uit het verleden het doel van geschiedschrijving. Zhang benadrukte hiermee het belang van de eigentijdse geschiedschrijving. Hij verzette zich dan ook tegen de nadruk die in zijn tijd werd gelegd op de filologische en taalkundige analyse van de klassieke werken. Die werkwijze was te statisch, bij de benadering van de 'School van de Tekstkritiek' speelden de periodes na de klassieke oudheid feitelijk geen rol meer.
Zhang Xuecheng gaf in zijn werk ook concreet aan hoe een historisch onderzoek diende te worden opgezet. Dat diende in een breed en systematisch kader te worden geplaatst, moest helder en boeiend zijn geschreven en diende gebaseerd te zijn op strikt objectief en in eigen onderzoek gevonden feitenmateriaal. Een historisch werk zou eigenlijk moeten bestaan uit drie onderdelen:
- Een chronologische overzicht van de onderzochte periode, waarin de belangrijkste gebeurtenissen en personen zijn beschreven.
- Een reeks biografieën en verhandelingen over instituties, het politieke systeem, filosofie, literatuur en specifiek tot de betreffende periode behorende problemen.
- Kaarten, tabellen, grafieken, illustraties en statistisch materiaal als aanvulling op de voorafgaande twee onderdelen.

Door zijn kritiek op de School van de Tekstkritiek was er tijdens zijn leven nauwelijks belangstelling voor zijn ideeën. De Wenshi tongyi werd pas in 1832 gedrukt. Zijn grote invloed op de Chinese geschiedschrijving begon pas aan het begin van de 20e eeuw, toen hij door Chinese en Japanse geleerden opnieuw werd ontdekt.

### Andere terreinen van historisch onderzoek gedurende de 19e eeuw
Behalve het analyseren, becommentariëren en aanvullen van de oude historische geschriften, kan het historisch onderzoek tijdens de 19e eeuw worden ingedeeld in vier thema's: de officiële geschiedschrijving, regionale geschiedenis, Mongoolse geschiedenis en oude inscripties.

#### Officiële geschiedschrijving

##### Donghualu
Er werden officiële historische overzichten van de geschiedenis van de Qing-dynastie uitgegeven, gebaseerd op stukken uit het keizerlijk archief. Het belangrijkste werk was de 'Optekening vanuit de oostelijke (bloemen)-poort' (Donghualu, 東華錄), genoemd naar de plaats waar in de Verboden Stad het historisch bureau (guoshi guan) was gevestigd. Dit werk vormde een annalistische geschiedenis van de Qing en is gebaseerd op de Ware optekeningen uit de Qing-archieven. Het eerste gedeelte, de Shiyichao Donghualu (十一朝東華錄) werd samengesteld door Wang Xianqian (1842-1918) en beslaat de periode 1644-1874. Het uitgebreidere tweede gedeelte, de Guangxuchao Donghualu (光緖朝東華錄) omvat de periode 1875-1908 en is samengesteld door Zhu Shoupeng (朱壽朋, 1868-na 1922?).

##### Geografische handboeken
Onder de Qing zijn drie officiële geografische handboeken over het gehele keizerrijk samengesteld, elk met de titel 'Geografisch handboek van de verenigde Grote Qing' (Da Qing yitongzhi, 大清一統志)
- Da Qing yitongzhi, voltooid in 1746 door Xu Qianxue (徐乾學).
- Da Qing yitongzhi, samengesteld onder leiding van Xu Wu (徐午), gepresenteerd in 1784 en gedrukt in 1790.
- Da Qing yitongzhi, voltooid in 1820, aan het einde van de regeerperiode van de Jiaqing-keizer, waardoor het ook bekend staat als Chongxiu yitongzhi (嘉慶重修一統志). Dit in 1842 gedrukte werk is de meest uitgebreide en nauwkeurige van de officiële geografische handboeken.

Verder zijn gedurende de Qing meer dan 5600 officiële regionale geografische handboeken samengesteld (difangzhi, 地方志, plaatselijke beschrijvingen, vaak vertaald als local gazetteers). Zij bevatten gegevens over de bestuurlijke indeling, lokale economie, cultuur en belastingheffing, maar ook biografieën van plaatselijke hoogwaardigheidsbekleders.

##### Grensgebieden
Belangrijke officiële beschrijvingen van de grensgebieden waren:
- 'Kroniek van Sinkiang' (Xinjiang zhilüe, 新疆识略), in 1821 voltooid door Songyun (松筠, 1752-1835), militair gouverneur van Sinkiang 1802–1809.
- 'Hoofdzaken over de gebieden van de barbaren onder onze verheven dynastie' (Huangchao fanbu yaolüe, 皇朝藩部要略), samengesteld door Qi Yunshi (祁韻士, 1751-1815) en voltooid door Song Jingchang (宋景昌) in 1839. Beschrijft de geschiedenis van Mongolië, Sinkiang en Tibet.
- 'Historische bronnen over de noordelijke regio's (Shuofang beisheng, 朔方備乘), in 1881 samengesteld door He Qiutao (何秋濤, 1824-1862). De eerste studie over de Chinees-Russische betrekkingen.

#### Regionale geschiedenissen

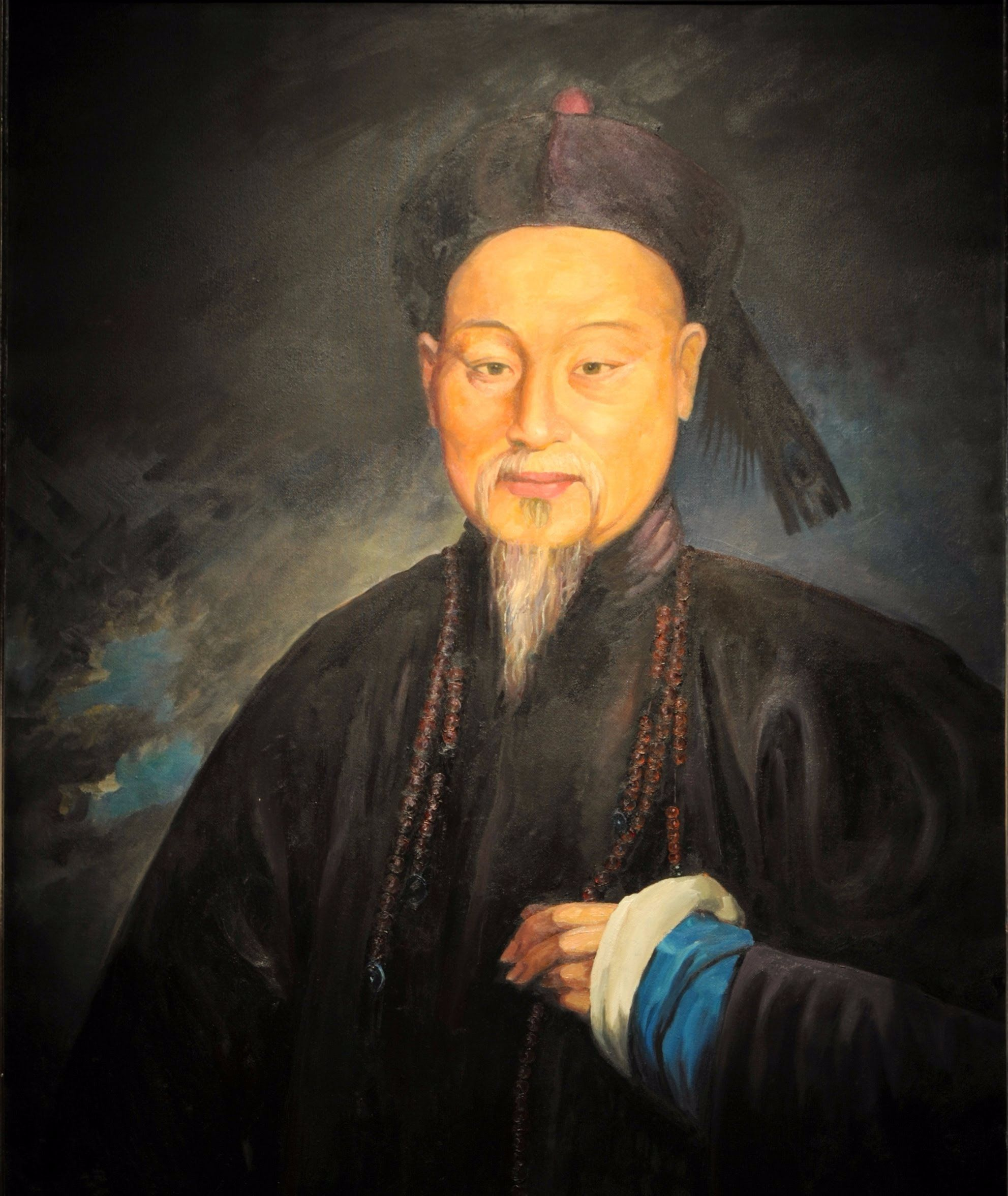
Lin Zexu (1785-1850)

Zhang Xuecheng bracht zijn voorstel voor het opzetten van historisch onderzoek in de praktijk door zes regionale geschiedenissen samen te stellen. De meest omvangrijke was zijn 'Geschiedenis van de provincie Hubei' (Hubei tongzhi) uit 1794. Volgens Zhang waren regionale geschiedenissen net zo belangrijk als geschiedenissen van de zittende dynastie (guoshi). Andere regionale geschiedenissen uit deze periode waren die van:
- Zhejiang door Ruan Yuan (阮元, 1764-1849).
- Huguang door Lin Zexu ( 林則徐, 1785-1850). De provincie Huguang werd aan het eind van de 17e eeuw gesplitst in Hubei en Hunan, maar bleef bestaan als onderkoninkrijk.
- Hunan door Guo Songtao (郭嵩焘, 1818-1891).
- Sinkiang door Wang Shunan (王樹楠, 1851-1936).

#### Mongoolse geschiedenis

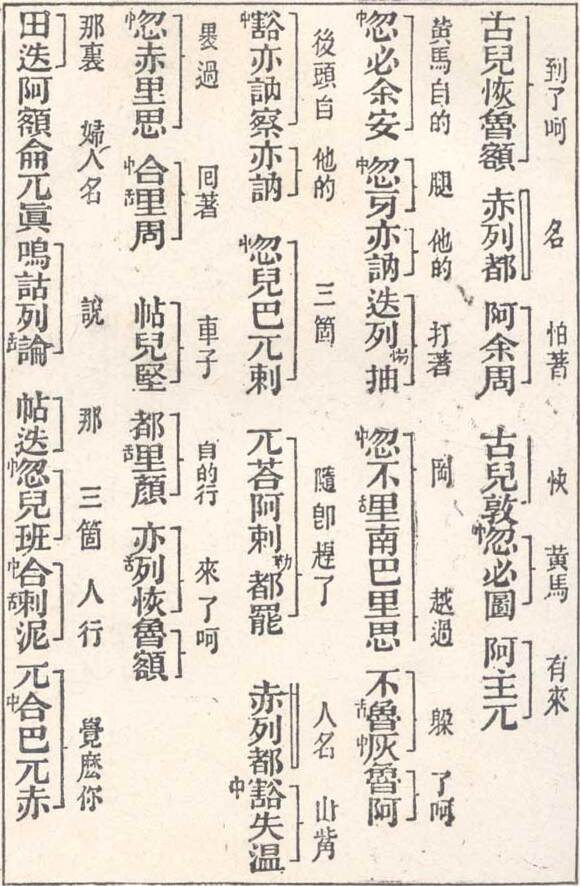
Pagina uit de Geheime geschiedenis van de Mongolen in de Chinese bewerking door Ye Dehui

In de 19e eeuw nam de belangstelling voor de studie van de Mongoolse geschiedenis toe. Dit had te maken met het toegenomen belang van de verdediging van grensgebieden. Zhang Mu (張穆, 1805-1849) schreef 'Optekening van het nomadenleven in Mongolië' (menggu youmu ji, 蒙古游牧記), een studie over de Mongoolse steppen. Tu Ji (屠寄, 1856-1921) stelde de "Historische optekeningen over de Mongolen" (Mengwu'er shiji, 蒙兀兒史記) samen uit oude kronieken. Veel materiaal over de geschiedenis, cultuur en etymologie van de Mongolen werd vertaald uit Perzische, Arabische en westerse bronnen. Met name het werk Yuanshi yiwen zhengbu (元史譯文證補, Vertaalde teksten als aanvullend bewijs voor "Yuanshi") was belangrijk. Dit boek was samengesteld door de in Europa geaccrediteerde diplomaat Hong Jun (洪鈞, 1840-1893) en bevatte vertalingen van Europese bronnen over de Mongoolse geschiedenis. In tegenstelling tot de Mantsjoe-ambtenaren beheersten de Chinese geleerden geen Mongools. Zhang Mu werkte met documenten afkomstig uit het keizerlijke archief, Tu Ji gebruikte vertaalde teksten, net als Wang Guowei (王國維, 1877-1927), die een verzameling Chinese reisverhalen naar Mongolië samenstelde (Menggu shiliao sizhong, 蒙古史料四種). Ye Dehui (葉德輝, 1864-1927) was de samensteller van de eerste moderne Chinese editie van de 'Geheime geschiedenis van de Mongolen' (Menggu mishi, 蒙古秘史). Dit werk beschrijft de regeerperiode van Dzjengis Khan en van Ögedei Khan.
Een belangrijke bijdrage werd geleverd door Ke Shaomin (1850-1933), die tussen 1890 en 1920 op eigen initiatief een Nieuwe Geschiedenis van de Yuan samenstelde. Dit werk volgde de vorm van de Yuanshi, de officiële dynastieke geschiedenis van de Yuan-dynastie uit de Mingtijd en zou dat werk moeten gaan vervangen. Als gevolg van de veranderde opvattingen over de geschiedschrijving na de val van het Keizerrijk in 1912 raakte het boek al bijna onmiddellijk na het verschijnen in de vergetelheid.

#### Oude inscripties
Pioniers op het terrein van de bestudering van oude inscripties op stenen tafels en bronzen vaatwerk waren Wu Dacheng (吳大澂, 1835-1902) en Sun Yirang (孫詒讓, 1848-1908). Hun analyses hebben in de 20e eeuw de ontcijfering van de orakelbotten mogelijk gemaakt.

## Historiografische ontwikkeling na 1900

### Einde van de traditionele geschiedopvatting
Begin 20e eeuw kwam door drie factoren een einde aan de traditionele, door het confucianisme bepaalde geschiedopvatting:
- ineenstorting van het staatssysteem, gesymboliseerd door de afschaffing van de staatsexamens voor ambtenaren in 1905,
- toepassing van westerse geschiedopvattingen,
- archeologische vondsten die leidden tot nieuwe historische bronnen.

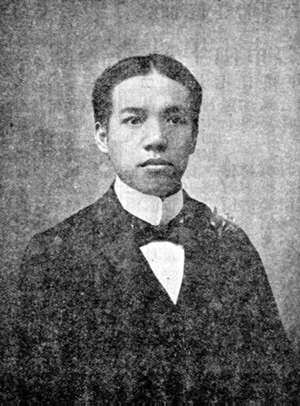
Liang Qichao (1873-1929).

Onder invloed van een wisselwerking met westerse filosofische opvattingen volgde er een bezinning op de traditionele historiografie. Geschiedschrijving moest de bewoners van een land betrekken bij gebeurtenissen en niet beperkt blijven tot een bezigheid voor en door bureaucraten. Men diende gebruik te maken van de omgangstaal en niet meer van de verstarde, ambtelijke schrijftaal, die voor de meeste mensen onbegrijpelijk was geworden. Xia Zengyou 夏曾佑 (1882-1924) was de eerste historicus die de traditionele wijze verwierp waarop geschiedenis tot dan toe werd gepresenteerd. Liang Qichao (1873-1929) schreef 'Methods for the Study of Chinese History' (Zhongguo lishi yanjiufa, 中国历史研究法), het eerste leerboek historische methoden en technieken gebaseerd op westerse geschiedsopvattingen. Naar aanleiding van het verschijnen van het Ontwerp voor een geschiedenis van de Qing bekritiseerde hij de nadruk die op de politieke en institutionele geschiedenis werd gelegd en op de overheersende rol die het keizerlijk hof in de geschiedschrijving kreeg toegedicht.
Wang Guowei 王国维 (1877-1927), die als eerste de orakelbotten uit de Shang-tijd herkende, verwierp de traditionele opvatting over een mythische tijd. Alleen archeologische vondsten konden zekerheid brengen. Dit leidde tot een richtingenstrijd over de oudste Chinese geschiedenis: de School van het Geloof in de Oudheid (xingupai 信古派) stond tegenover de School van de Twijfel aan de Oudheid (yigupai 疑古派), die in navolging van Gu Jiegang twijfelde aan de betrouwbaarheid van de oudste historiografische werken, zoals het 'Boek der Documenten'.

### Marxistische geschiedopvatting

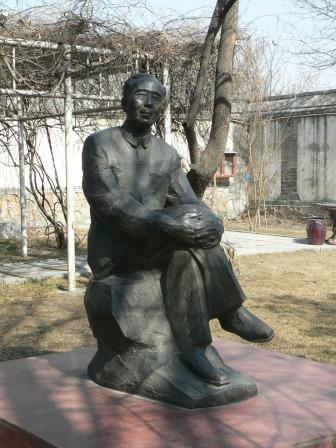
Guo Moruo (1892-1978), een van de grondleggers van de Marxistische historiografie in China

De Marxistische geschiedopvatting gaat uit van een, wetmatig bepaalde lineaire historische ontwikkeling van de maatschappij. Die wetmatige ontwikkeling loopt van een periode van de primitieve maatschappij, het oercommunisme, via een slaven-periode, een feodaal tijdvak en een kapitalistische periode naar een socialistisch tijdvak. Die laatste periode moest ten slotte uitmonden in de periode van het wereldcommunisme. Er ontstond een probleem om dit schema op de Chinese geschiedenis toe te passen. De geschiedsvisie van Marx was gebaseerd op geïndustrialiseerde samenlevingen en was moeilijk toepasbaar voor landen waarvan de bevolking grotendeels uit boeren bestond. Bovendien was, net als veel andere Europese 19e-eeuwse historici, ook Marx van mening dat de Chinese geschiedenis 2000 jaar stil had gestaan. De eerste marxistisch Chinese historici, waaronder de later zeer invloedrijke Guo Moruo  (1892-1978), probeerden in de extreem lange feodale fase (de vermeende periode van stilstand) toch ontwikkelingen langs marxistische lijnen te ontdekken. Discussies over een Periodisering van de Chinese geschiedenis langs de marxistische ontwikkelingslijn speelden daarbij een grote rol. Volgens Mao Zedong bestond tussen 1840 en 1919 in China een periode van 'semi-kolonialisme' (banzhimindi, 半殖民地), een overgangsfase van feodalisme naar kapitalisme. Dit vormde een Chinese verbijzondering van het marxistische periodiseringsschema. Na de culturele revolutie bleef het marxistische model in de Chinese historiografie gehandhaafd, maar raakte wat meer op de achtergrond.

## Gebruikte literatuur

### Basiswerk
- (en)  Wilkinson, Endymion, Chinese History. A New Manual, Cambridge (MA) en Londen (Harvard University Asia Center for the Harvard-Yenching Institute) 2012, ISBN 978-0-674-06715-8.

### Encyclopedische overzichten
- (en)  Alitto, Guy, 'Chinese Historiography - Modern (post-Ming) and communist', in: Woolf. D.R., (ed.), A Global Encyclopedia of Historical writing, New York - Londen (Garland Publishing, Inc.,) 1998, ISBN 0-8153-1514-7, deel 1, pp. 167–170.
- (en)  Chang Chun-shu, 'China. Historical Writing, Ancient', in: Boyd, Kelly (ed.), Encyclopedia of Historians and Historical Writing, Londen (Fitzroy Dearborn Publishers) 1999, ISBN 1-88496-433-8, pp. 216–219.
- (en)  Chang Chun-shu, 'China. Historical Writing, Early and Middle Imperial', in: Boyd, Kelly (ed.), Encyclopedia of Historians and Historical Writing, Londen (Fitzroy Dearborn Publishers) 1999, ISBN 1-88496-433-8, pp. 219–222.
- (en)  Chang Chun-shu, 'China. Historical Writing, Late Imperial', in: Boyd, Kelly (ed.), Encyclopedia of Historians and Historical Writing, Londen (Fitzroy Dearborn Publishers) 1999, ISBN 1-88496-433-8, pp. 222–229.
- (en)  Loewe, Michael en Edward L. Shaughnessy, Introduction in: Loewe, Michael en Edward L. Shaughnessy, The Cambridge History of Ancient China. From the Origins of Civilization to 221 B.C., Cambridge (Cambridge University Press) 1999, ISBN 0521470307, pp. 1–37.
- (en)  Wiethoff, Bodo, Introduction to Chinese History. From Ancient Times to 1912, Londen (Thames and Hudson) 1975, ISBN 0-500-27115-1, Hoofdstuk 1: Historiography p. 9-32.

### Algemene overzichtswerken
- (en)  Beasley, William G., en Edwin G. Pulleyblank (eds.), Historians of China and Japan, Londen (Oxford University Press) 1961, ISBN 0-19-713521-8.
- (en)  Gardner, Charles S., Chinese Traditional Historiography, Cambridge MA (Harvard University Press) 1970, ISBN 0-674-12550-9, (3e druk, oorspronkelijke uitgave 1938).
- (en)  Han Yu-Shan, Elements of Chinese Historiography, Hollywood (W.M. Hawley) 1955.
- (en)  Ng On-cho en Q. Edward Wang, Mirroring the Past. The Writing and Use of History in Imperial China, Honolulu (University of Hawai'i Press) 2005, ISBN 978-0-8248-2913-1
- (en)  Twitchett, Dennis, The Writing of Official History under the T'ang, Cambridge (Cambridge University Press) 1992, ISBN 0-521-52293-5.

### 20e eeuw
- (en)  Teng, S.Y., 'Chinese Historiography in the Last Fifty Years', in: Far Eastern Quarterly. Review of Eastern Asia and the adjacent Pacific islands, 2 (1949), pp. 131–156.
- (en)  Wang, Q. Edward, 'Between Marxism and Nationalism. Chinese historiography and the Soviet influence, 1949-1963, in: The journal of contemporary China 9 (2000), pp 95–112.
- (en)  Wang, Q. Edward, 'Beyond East and West. A critical comment on the development of modern Chinese historiography' in: Storia della storiografia, 47 (2005), pp. 49–55.
- (en)  Wang, Q. Edward, 'Historical Writings in 20th Century China. Methodological Innovation and Ideological Influence', in: Torstendahl, Rolf (ed.), An Assessment of Twentieth-century Historiography. Professionalism, Methodologies, Writings, Stockholm (Kungl. Vitterhets Historie och Antikvitets Akademien) 2000, ISBN 91-7402-305-5, pp. 43–69.
- (en)  Wang, Q. Edward, Inventing China Through History. The May Fourth Approach to Historiography, Albany, NY (State University of New York Press) 2001, (SUNY series in Chinese philosophy and culture), ISBN 0-7914-4732-4
- (en)  Wang, Q. Edward, 'Taiwan's search for national history. A trend in historiography', in: East Asian History, 24 (2002), pp. 93–116.